# Cavalerie française pendant la Première Guerre mondiale
Vous lisez un « bon article » labellisé en 2015.
Pour des articles plus généraux, voir Histoire de la cavalerie française et Cheval durant la Première Guerre mondiale.

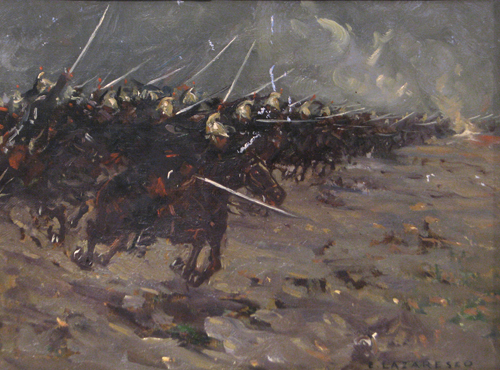
Charge de cavalerie, toile d'Emilian Lăzărescu : une grande charge telle qu'imaginée par ce peintre roumain installé en France.

La cavalerie française pendant la Première Guerre mondiale a une participation relativement secondaire aux événements. Les combattants à cheval se révélant très vulnérables face à la puissance de feu de l'infanterie et de l'artillerie, les différentes unités de cette arme accomplissent essentiellement des missions d'auxiliaires pendant la « Grande Guerre » (de 1914 à 1919), même si le début du conflit correspond à son apogée en termes d'effectifs montés.
Principalement déployée sur le front occidental, la cavalerie française participe aux opérations de l'été 1914, assurant surtout des missions de reconnaissance et de patrouille. Rapidement, les cavaliers combattent systématiquement démontés, tirant avec leur carabine. À partir de l'automne 1914, la guerre de tranchées a pour conséquence de diminuer fortement le rôle de la cavalerie : une partie des régiments abandonne ses chevaux, forme des « divisions de cavalerie à pied » et participe aux combats en tant que fantassins. La reprise de la guerre de mouvement en 1918 redonne à la cavalerie une utilité, comme infanterie montée.
Plusieurs autres régiments de cavalerie sont envoyés sur les autres théâtres d'opérations de la Première Guerre mondiale, où ils ont parfois été beaucoup plus utiles à cheval qu'à pied : au Maghreb, dans les Balkans ou au Proche-Orient.
Enfin, cette période est aussi celle du début de la mécanisation, la cavalerie française recevant pour la première fois en dotation quelques automitrailleuses.

## Situation avant-guerre
L'armée française comporte plusieurs types d'unités de cavalerie, dont le nom, l'armement et l'uniforme sont des héritages. Les cuirassiers et les dragons forment la cavalerie lourde, tandis que les chasseurs à cheval et les hussards appartiennent à la cavalerie légère ; s'y ajoutent les chasseurs d'Afrique et les spahis, qui sont les cavaliers légers de l'armée d'Afrique. Entre la cavalerie lourde et la légère, les différences concernent les chevaux (respectivement d'une part des anglo-normands et d'autre part des anglo-arabes ou des barbes), la taille des cavaliers (grands dans la lourde, petits dans la légère) et le service attendu (la lourde est censée affronter la cavalerie adverse lors des batailles rangées, tandis que la légère se charge de la petite guerre).
Entre 1872 et 1913, une succession de lois modifie la durée du service militaire et le mode de recrutement, ce qui a un impact sur la formation des cavaliers : en 1872, la durée du service est fixée à cinq ans et le tirage au sort est maintenu ; en 1889, la durée est abaissée à trois ans ; enfin, la loi du 21 mars 1905 porte la durée du service à deux ans, tandis qu'est aboli le tirage au sort. Cette dernière loi pose problème à l'encadrement de la cavalerie qui estime avoir besoin de plus de temps pour former ses cavaliers : en 1913, la loi des trois ans augmente la durée du service militaire d'un an, ce qui lui donne satisfaction. Le recrutement de la cavalerie est traditionnellement un peu particulier : la proportion des cadres, c'est-à-dire les officiers et sous-officiers, est bien plus importante que dans l'infanterie ; une plus grande partie des effectifs est composée de militaires de carrière ; enfin s'y retrouvent nombre de descendants de l'ancienne noblesse.

### Armement et uniformes

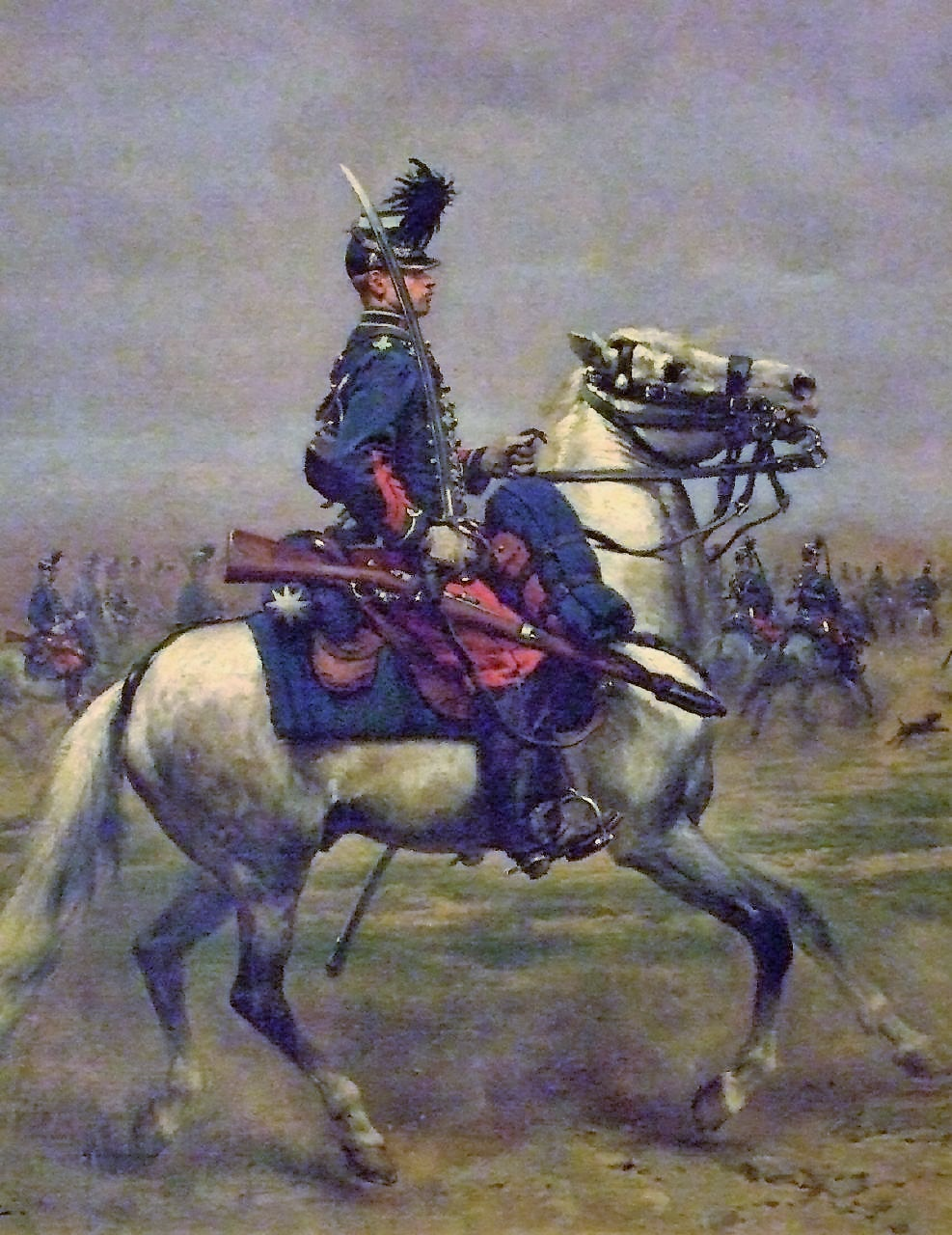
Hussard en 1879, d'après Édouard Detaille : tunique bleu ciel, pantalon garance et shako à plumet ; le sabre est complété par une carabine.

Tous les cavaliers sont armés du sabre, à lame droite dans la cavalerie lourde et à lame courbe dans la légère. L'emploi de la lance dans la cavalerie française avait été supprimé en 1871 mais cette arme est de nouveau distribuée depuis 1890 dans tous les régiments de dragons, en réaction au renouvellement des lances des uhlans allemands en 1889. La cavalerie légère reçoit à son tour la lance à partir de 1913 : une douzaine de régiments de hussards et de chasseurs l'obtient avant de partir en campagne. Cette lance est en bambou du Tonkin (modèle 1890) ou en acier (modèle 1913), faisant dans le second cas 2,97 m de long. L'armement est complété par une carabine (c'est-à-dire à l'époque un fusil au canon raccourci, modèle 1890 à répétition, avec chargeur de trois coups, dotation de 48 cartouches et une hausse jusqu'à 2 000 m mais graduée seulement entre 200 et 1 000 m) ou un revolver (modèles 1873 ou 1892, pour les officiers, sous-officiers et tous les cavaliers ne portant pas la carabine).
Dans la cavalerie lourde, la tête du cavalier est protégée par un casque métallique à cimier, tandis que sa nuque l'est par une crinière flottante. Les cuirassiers ont la particularité de porter la cuirasse, pesant huit kilogrammes, qui protège efficacement des armes blanches, mais pas des éclats d'obus, des shrapnels ou des balles. À partir de 1900, toute la cavalerie lourde doit porter la tunique en drap bleu foncé (le collet et les pattes de parement des cuirassiers sont garance, tandis que ceux des dragons sont blancs), le pantalon garance (passepoilé en bleu foncé) et le manteau gris de fer bleuté.
Pour la cavalerie légère, la culotte est en drap garance et la tunique est de drap bleu de ciel (le dolman à brandebourgs est progressivement remplacé depuis 1900), censé se fondre dans l'arrière-plan du paysage, les guerres précédentes ayant démontré l'intérêt d'un peu de camouflage. Des expérimentations sont menées pour trouver une tenue de campagne encore moins visible : la tenue couleur « réséda » (un vert foncé) est essayée en 1911 par le 12e chasseurs en garnison à Saint-Mihiel. La différence entre les types de régiments se limite au collet et aux pattes de parement, garance pour les chasseurs et bleu de ciel pour les hussards. Pour remplacer le shako, une douzaine de casques sont testés entre 1879 et 1913 dans plusieurs régiments de hussards et de chasseurs : au début type « policeman », ou à cimier, en cuir (suffisant pour protéger des coups de sabre), puis en métal (acier et cuivre ou aluminium). Le casque adopté en 1913 ressemble à celui des dragons, la bombe en acier ornée d'un bandeau en laiton (avec sur l'avant une décoration représentant un cor de chasse pour les chasseurs ou une étoile à cinq branches pour les hussards), le cimier portant une crinière, avec un couvre-casque de campagne en toile : seuls quelques régiments en sont partiellement dotés en 1914, les livraisons étant prévues jusqu'en 1919.

### Organisation
La cavalerie est structurée en unités hiérarchisées, avec pour chaque niveau un effectif théorique. Environ 30 cavaliers forment un peloton commandé par un lieutenant ou un sous-lieutenant ; quatre pelotons composent un escadron de 120 à 135 chevaux sous les ordres d'un capitaine ; quatre escadrons sont regroupés en temps de paix au sein d'un régiment d'environ 500 sabres, commandé par un colonel ou un lieutenant-colonel (deux escadrons, soit un « demi-régiment », peuvent être confiés à un chef d'escadrons). Deux ou trois régiments forment une brigade, deux ou trois brigades forment une division, chacune commandée par un général de brigade ou un général de division. L'organisation est exactement la même qu'en Allemagne, avec des effectifs similaires. Enfin, les unités de cavalerie comprennent systématiquement moins d'hommes que dans l'infanterie : un peloton de cavalerie fait la taille d'une demi-section d'infanterie, un escadron fait celle de deux sections, un régiment de cavalerie est équivalent à seulement deux compagnies d'infanterie, une brigade de cavalerie un bataillon et une division de cavalerie un simple régiment d'infanterie.

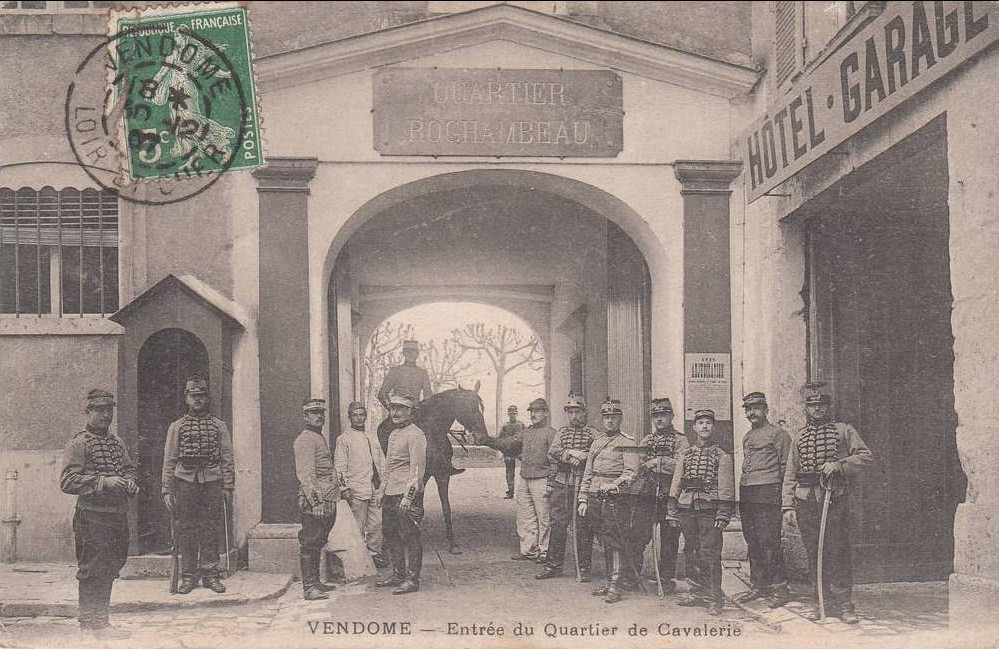
L'entrée du quartier de cavalerie (c'est-à-dire la caserne) du (recréé en 1873) à Vendôme. Ce régiment léger est affecté à la 7e division de cavalerie.

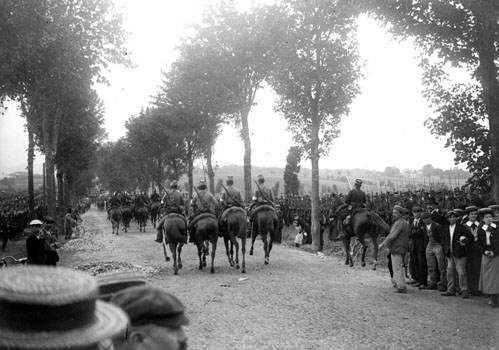
Colonne de cavalerie française au début du XXe siècle, lors des grandes manœuvres.

En octobre 1870, la Garde impériale est dissoute et ses six régiments de cavalerie sont renommés début 1871. Les régiments de lanciers disparaissent tous en 1871. Après la défaite française de 1871 et la dissolution des régiments de marche, la cavalerie française compte 56 régiments en métropole et sept en Afrique du Nord, dont 12 de cuirassiers, 20 de dragons, 10 de hussards, 14 de chasseurs, quatre de chasseurs d'Afrique et trois de spahis. S'y rajoute le régiment de cavalerie de la Garde républicaine, qui dépend de la gendarmerie. Les effectifs de l'ensemble des troupes françaises sont augmentés pour se mettre au niveau du voisin allemand, dans une sorte de course aux armements qui se poursuit jusqu'à 1914. En 1873, 14 nouveaux régiments de cavalerie sont créés. La loi des cadres et effectifs de 1875 prévoit donc 70 régiments en métropole (12 de cuirassiers, 26 de dragons, 12 de hussards et 20 de chasseurs) ainsi que sept régiments en Afrique du Nord (quatre de chasseurs d'Afrique et trois de spahis),. Une partie de ces régiments est regroupée pour former cinq divisions de cavalerie, composées chacune de trois brigades (de cuirassiers, de dragons ou de cavalerie légère) ; le reste est affecté à chaque corps d'armée à raison d'une brigade de cavalerie (un régiment de cavalerie légère et un de dragons).
D'autres augmentations suivent, notamment en 1887, permettant d'augmenter le nombre de cadres (officiers et sous-officiers) d'active. En 1913, en raison de l'augmentation du nombre de grandes unités d'infanterie (qui est une réponse à l'augmentation des effectifs de l'armée allemande), quatre nouveaux régiments de cavalerie sont créés,, portant le total à 89 : 12 de cuirassiers, 32 de dragons, 21 de chasseurs, 14 de hussards, 6 de chasseurs d'Afrique et 4 de spahis. En métropole et en temps de paix, tous les régiments de cavalerie sont désormais endivisionnés ; le maillage des casernes (on parle de « quartier » dans la cavalerie) couvre le territoire, avec une plus grande concentration dans l'Est (le long de la frontière avec l'Allemagne) et autour de Paris (pour le maintien de l'ordre). S'y rajoutent les dépôts de remonte, chargés de l'achat, de l'élevage et de la préparation des chevaux, localisés surtout dans l'Ouest.

### Doctrine d'emploi

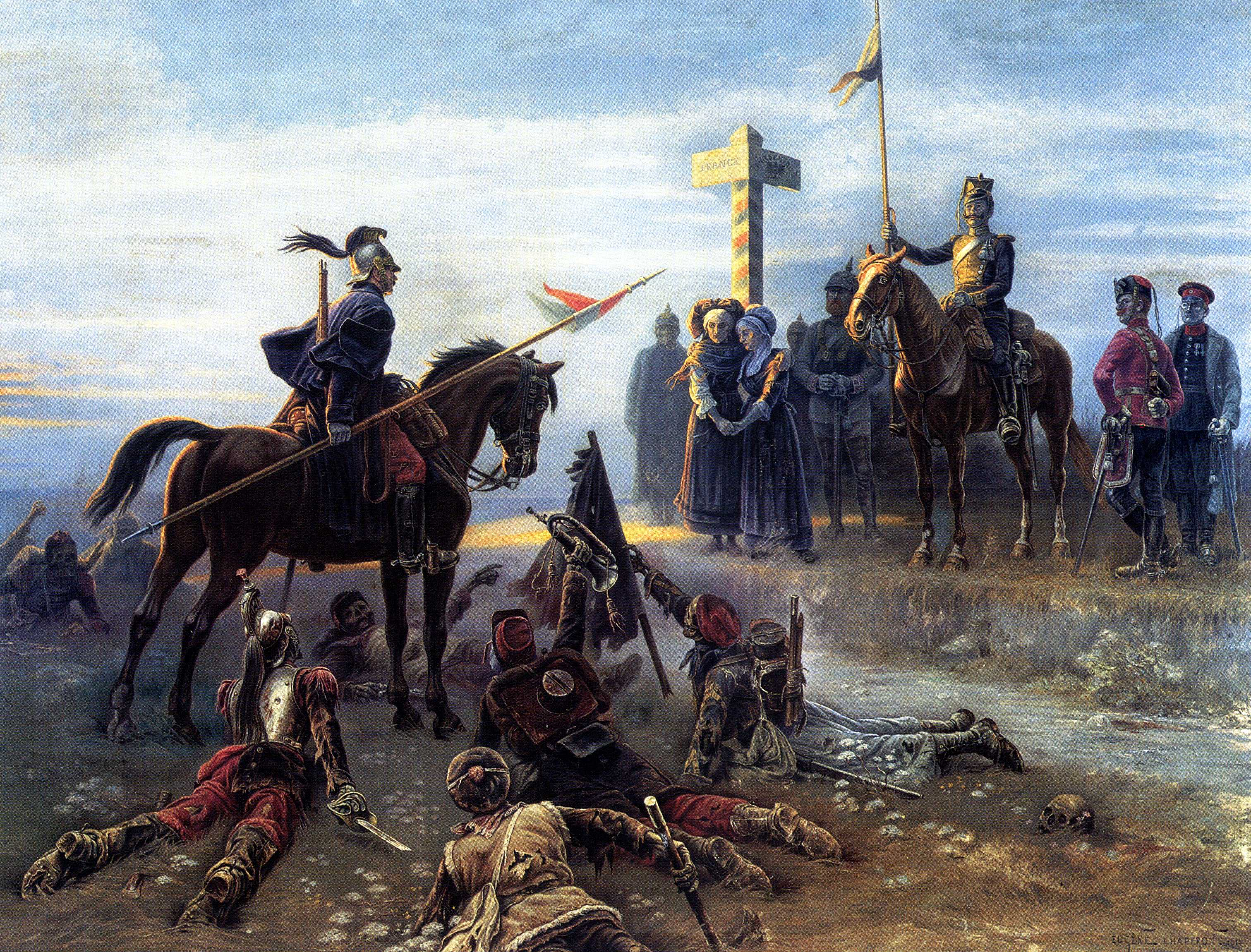
Les vedettes, tableau « patriotique » d'Eugène Chaperon daté de 1914 représentant la défaite française de 1871. On y voit un dragon français devant un uhlan prussien, tous les deux armés de la lance.

Après l'expérience de la guerre franco-allemande de 1870, marquée par les échecs des grandes charges de cavalerie lors des batailles de Frœschwiller et de Rezonville, la doctrine des règlements de manœuvre de 1876 et 1882 est plutôt tournée vers une utilisation défensive de la cavalerie (pas de charge frontale, priorité à la reconnaissance et aux patrouilles) ; ensuite, c'est une vision plus offensive (avec recherche de l'affrontement avec la cavalerie adverse) qui est privilégiée. Plusieurs missions lui sont confiées :

« la cavalerie renseigne le commandement, couvre le déploiement des autres armes et les protège contre les surprises de combat. Elle recherche constamment l'occasion d'intervenir utilement dans l'action et coopère aux attaques de l'infanterie.

Elle exploite le succès par une poursuite à outrance ; dans la retraite, elle se sacrifie, totalement s'il le faut, pour donner aux autres troupes le temps de se retirer du combat.

L'attaque à cheval et à l'arme blanche, qui, seule, donne des résultats rapides et décisifs, est le mode d'action principal de la cavalerie. Le combat à pied est employé lorsque la situation ou la nature du terrain empêche momentanément la cavalerie d'atteindre, par le combat à cheval, le but qui lui est assigné. »

— Service des armées en campagne, décret du 2 décembre 1913, article 99.
Mais toutes les unités de cavalerie sont entraînées à se battre à pied (la cavalerie est particulièrement vulnérable au tir, un cavalier fait une belle cible de 2,5 m de haut), les chevaux étant laissés derrière sous bonne garde : les hommes se positionnent en tirailleurs (on dit « fourrageurs » dans la cavalerie) en s'abritant au maximum, tirant avec leur carabines. Chaque brigade de cavalerie dispose aussi d'une section de mitrailleuses (souvent attachée à un des régiments, avec deux pièces modèle Saint-Étienne), tandis que les divisions de cavalerie ont en plus de leurs cavaliers des cyclistes (qui se battent à pied eux aussi) et des artilleurs, ce qui donne un peu de puissance de feu.

« Le Règlement sur les manœuvres de la cavalerie, en affirmant que le combat à pied s'imposera à l'avenir plus fréquemment que par le passé, pour exploiter toute la puissance offensive de l'arme, a donné à l'enseignement du tir une importance très marquée. »

— Règlement sur l'instruction du tir de la cavalerie, 1913.
Parmi les missions traditionnelles de la cavalerie figurent la reconnaissance, l'embuscade et la protection des colonnes de marche et des campements. En 1881, le général de Galliffet écrivait : « Dans la guerre moderne surtout, le combat de cavalerie est un incident, tandis que l'exploration et la sécurité sont des nécessités de tous les instants. Bien qu'une division de cavalerie doive toujours former une masse d'action capable d'attaquer l'adversaire, elle trouvera très rarement l'occasion d'un choc ».

Les grandes manœuvres d'avant-guerre
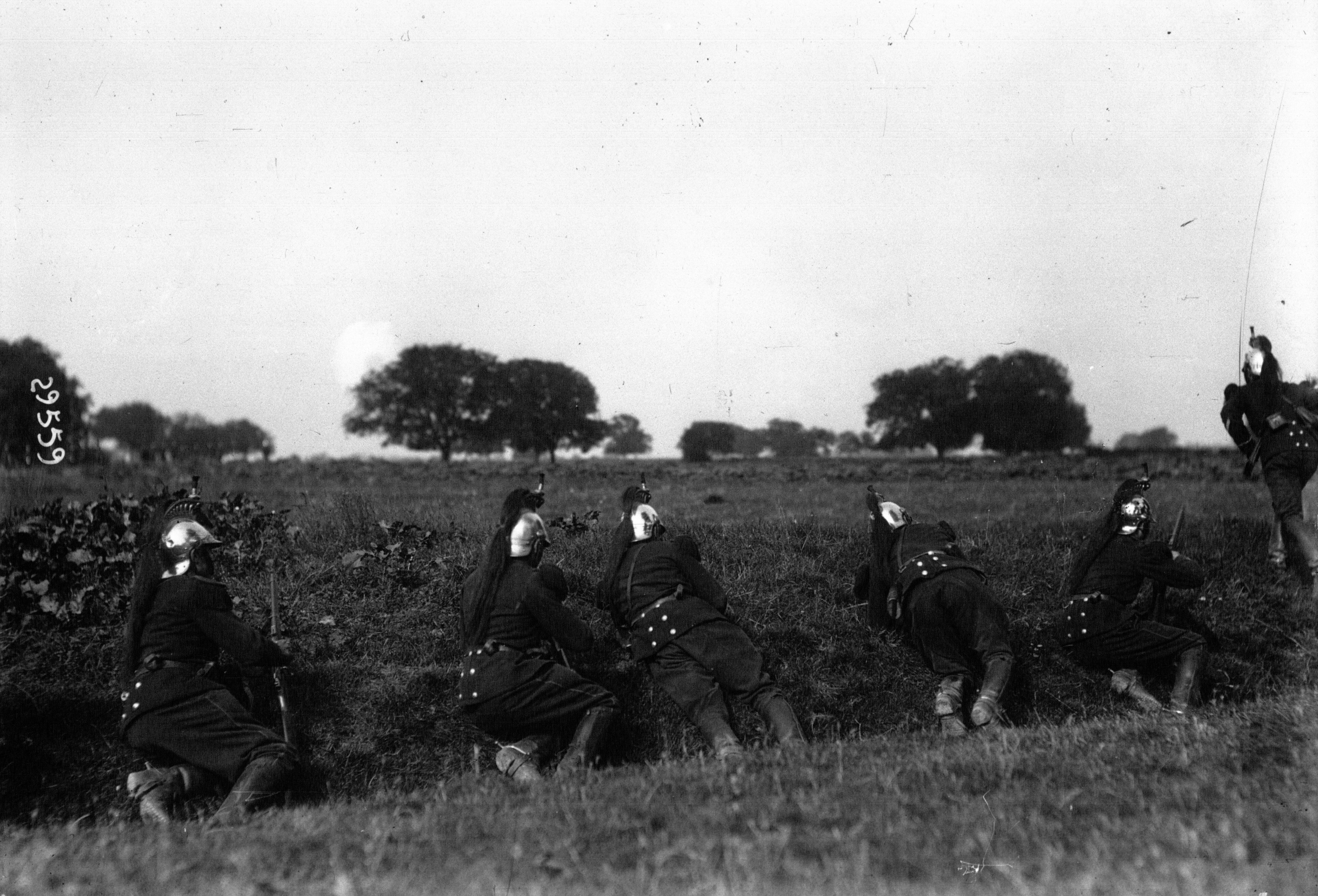
Dragons à pied armés de leur carabines se protégeant dans un fossé, en 1912.
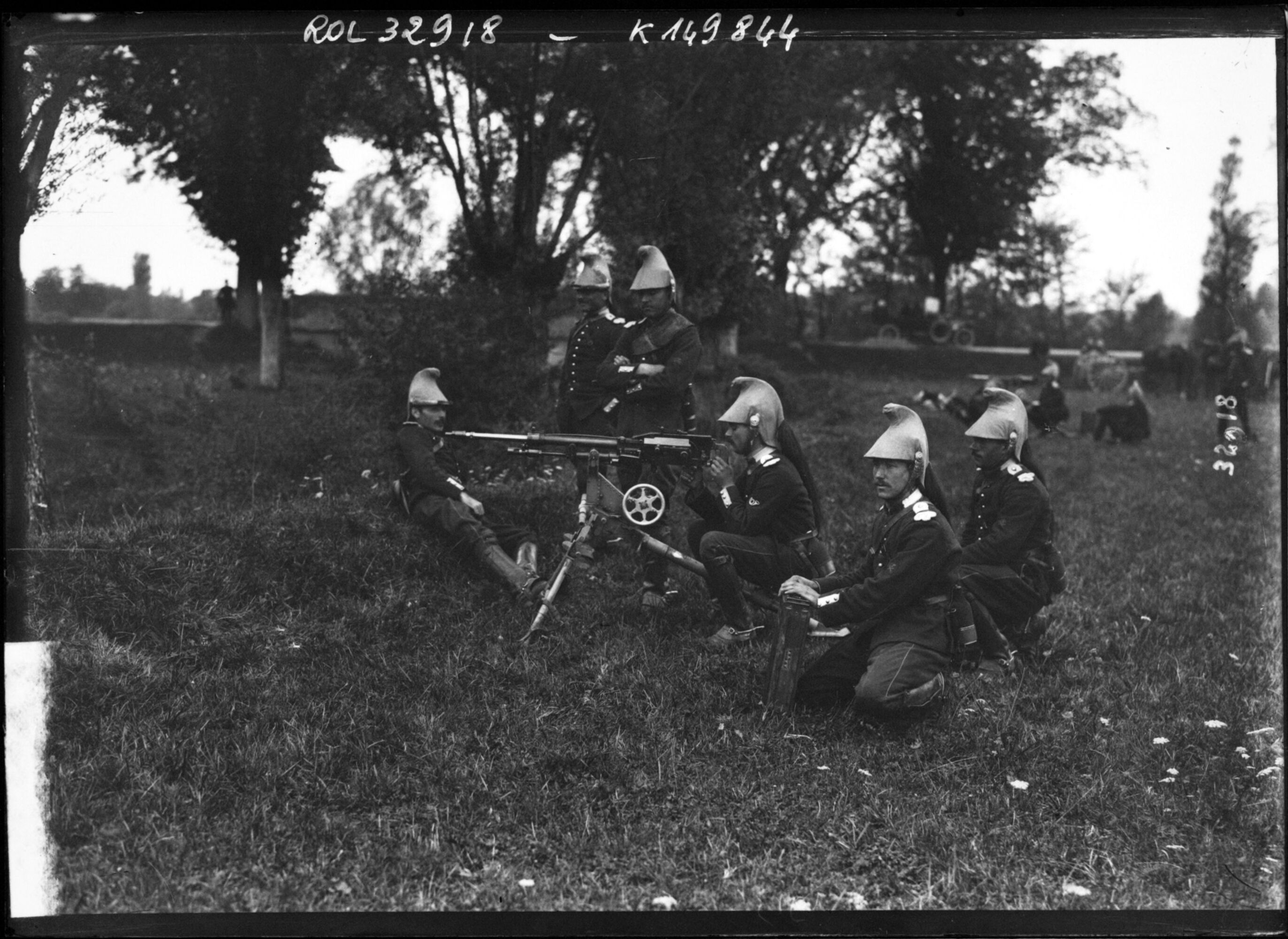
Une mitrailleuse Saint-Étienne modèle 1907 mise en batterie par des dragons aux grandes manœuvres de 1913.

La cavalerie française s'intéressa dès le début du XXe siècle à l'utilisation militaire de l'automobile et utilisa dès avant la « Grande Guerre » un petit nombre d'automitrailleuses à titre expérimental pendant les manœuvres d'avant-guerre.

### Planification de la mobilisation

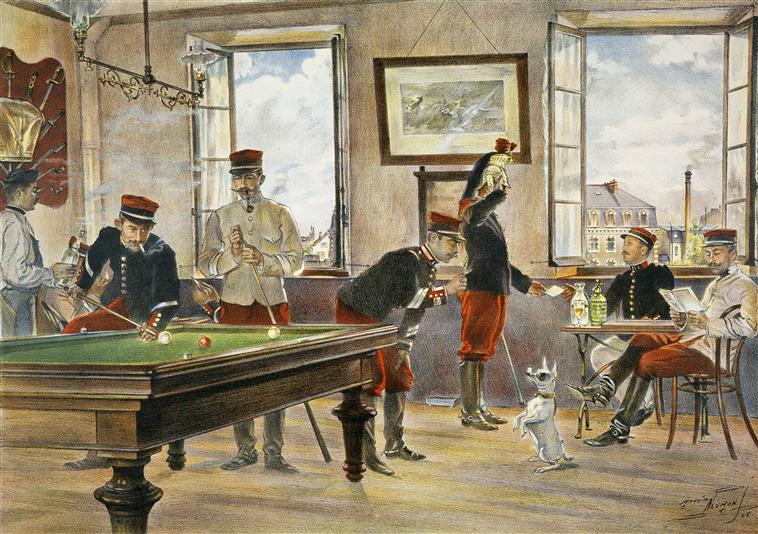
Le cercle des sous-officiers d'un régiment de cuirassiers (peinture de Maurice Neumont, 1905). La cavalerie métropolitaine connait une longue période de 43 ans de paix avant 1914.

En cas de mobilisation générale, le plan de mobilisation prévoit une forte augmentation des effectifs grâce au rappel sous l'uniforme des réservistes. Dans la cavalerie il ne doit pas y avoir de création de nouveau régiment, mais une augmentation du nombre d'hommes par escadron (les régiments passent de 500 à plus de 650 hommes chacun) et du nombre d'escadrons par régiment, qui passent de quatre à six pour la majorité d'entre eux.
Selon le plan XVII de 1914, chacune des grandes unités de l'armée est censée recevoir un peu de cavalerie. Les 21 corps d'armée doivent toucher six escadrons chacun (le plus souvent issus d'un même régiment de cavalerie légère) ; les quatre premiers restent groupés, les 5e et 6e sont détachés auprès des deux divisions d'infanterie qui composent le corps, et un peloton est affecté à tous leurs régiments d'infanterie pour servir d'éclaireurs. Ensuite, les 25 nouvelles « divisions de réserve » créées à la mobilisation doivent elles aussi obtenir un escadron chacune, composé essentiellement de réservistes. Enfin, les douze nouvelles « divisions d'infanterie territoriale » doivent recevoir une partie des 37 « escadrons territoriaux de cavalerie », également affectés à la garde des axes de communication et des places fortes. Ces derniers escadrons sont fournis par les régions militaires, à raison de deux chacune (sauf les 19e et 21e, et un seul escadron pour les 6e et 20e régions), le premier de cavalerie légère, le second de dragons, numérotés dans chaque régiment à la suite des autres escadrons (on peut donc aller jusqu'à un 10e ou 12e escadron).
Le reste des régiments non assignés à ces unités (surtout des dragons et des cuirassiers) restent endivisionnés au sein des dix divisions de cavalerie (DC) à trois brigades (à l'exception de la 10e qui n'en a que deux). Toutes ces divisions de cavalerie possèdent aussi un groupe d'artillerie à cheval de trois batteries de quatre canons de 75 mm chacune (les artilleurs sont montés et ne se déplacent pas sur les caissons et les avant-trains comme pour les autres batteries d'artillerie de campagne), un groupe cycliste (400 chasseurs à pied détachés d'un BCP depuis 1913, armés du fusil Lebel et habillés en bleu foncé), trois sections de mitrailleuses (une par brigade, composée de deux Saint-Étienne modèle 1907) et un détachement de sapeurs cyclistes (fournis par le génie). L'effectif total d'une division de cavalerie sur le pied de guerre est théoriquement de 5 250 hommes (la division de cavalerie allemande a le même effectif), ce qui est relativement peu en comparaison des 18 000 hommes d'une division d'infanterie. Il est prévu d'affecter une ou deux de ces divisions de cavalerie à chaque armée créée lors de la mobilisation (dix divisions de cavalerie pour cinq armées).
Il y a donc, selon le Règlement des armées en campagne de 1913, deux types d'unités de cavalerie prévu en cas de guerre : la « cavalerie d'armée » (58 régiments regroupés dans les divisions de cavalerie), et la « cavalerie de corps » (21 régiments dispersés au sein des différents corps d'armée). D'après le Plan de renseignements du plan XVII, le commandant en chef des armées peut compter en cas de conflit, pour être informé, sur les missions d'exploration confiées à la cavalerie d'armée, sur l'exploration aérienne (l'aéronautique militaire est composée en 1914 de 26 escadrilles et d'une dizaine de dirigeables) et sur les agents des services spéciaux (le Deuxième Bureau et le SR).

## Front occidental

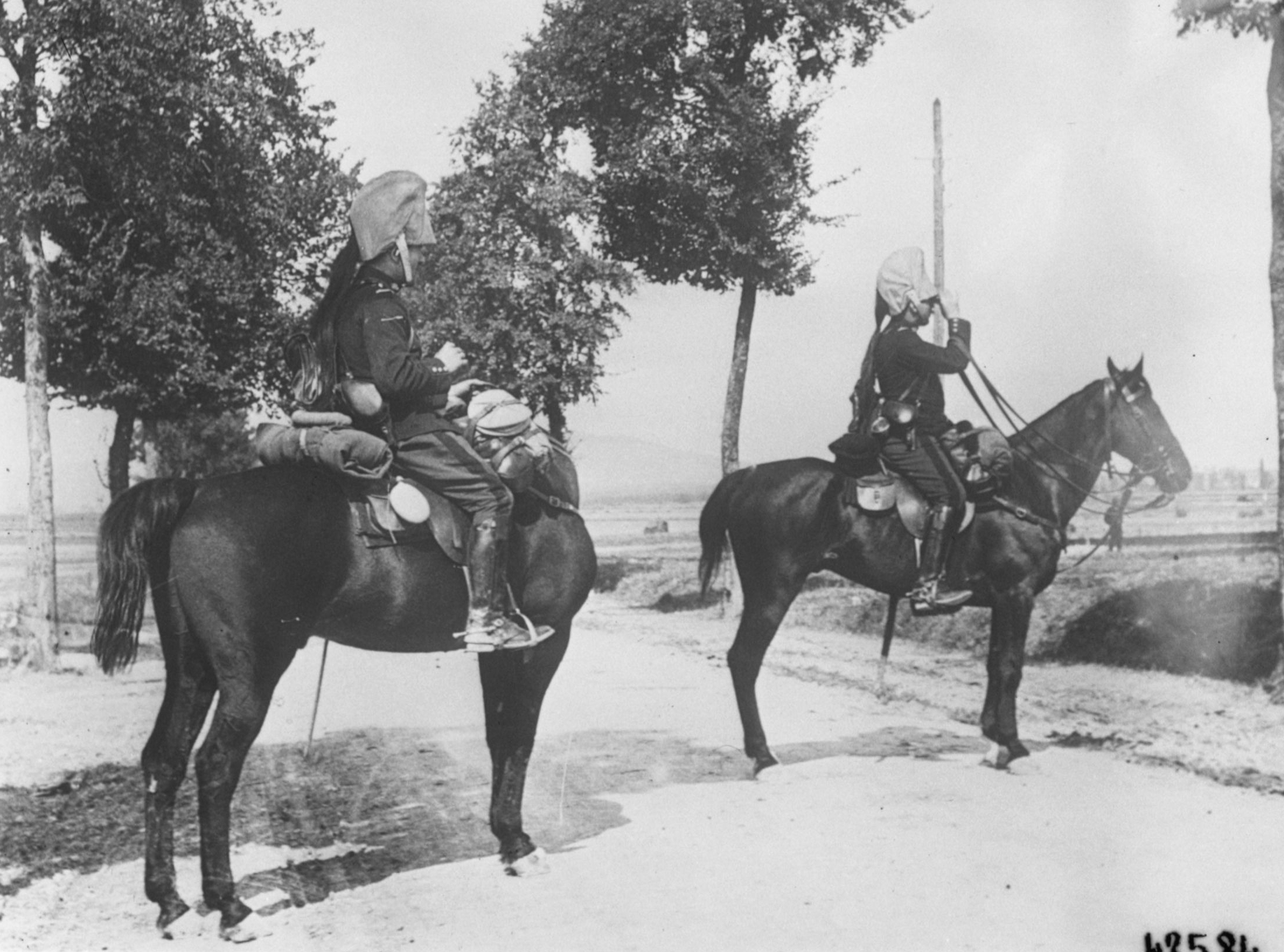
Cavaliers en reconnaissance : une des principales missions de la cavalerie en 1914.

Le front de l'Ouest, soit les territoires français et belges, est le principal théâtre d'opérations de la cavalerie française pendant la Première Guerre mondiale.

### Année 1914
Le tout début de la guerre sur le front occidental se caractérise par une guerre de mouvement d'août à novembre 1914, pendant laquelle la cavalerie peut théoriquement jouer son rôle : au niveau opérationnel elle renseigne le commandement et reste en flanc-garde, tandis qu'au niveau tactique elle est plus mobile que l'infanterie.

#### Couverture de la mobilisation

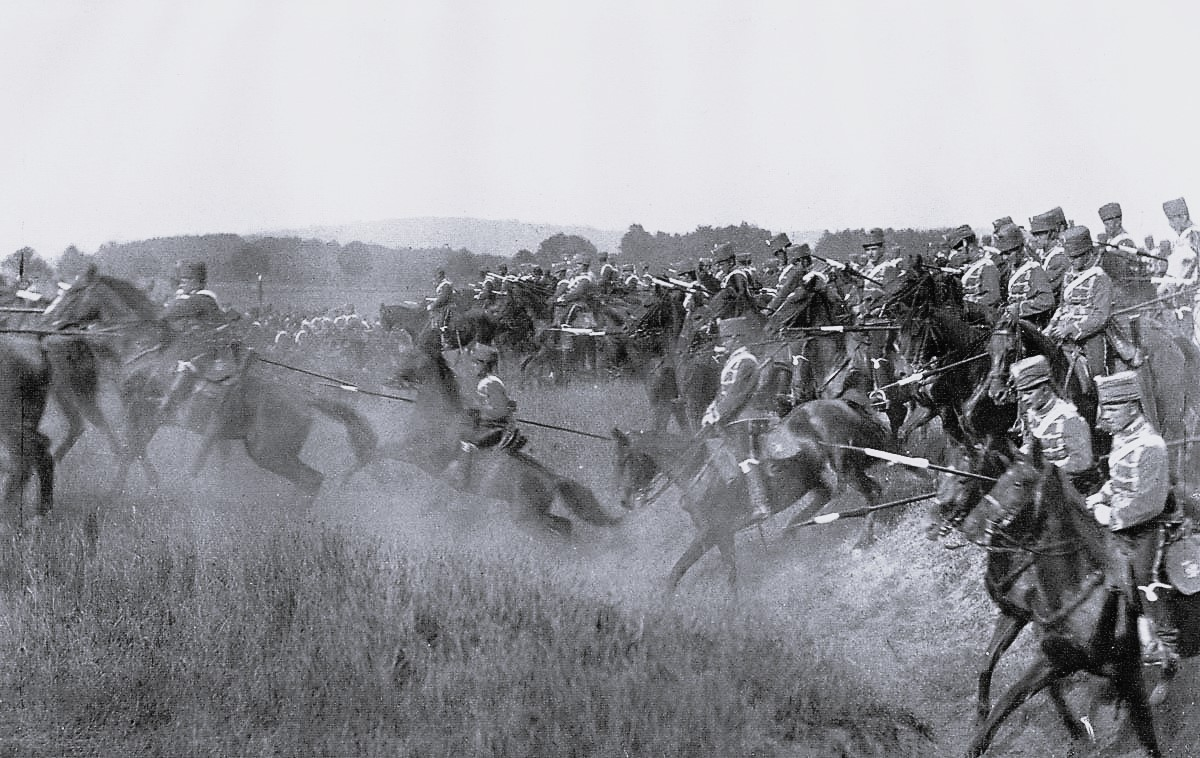
Une charge de hussards allemands lors des Kaisermanöver (« manœuvres impériales ») de 1912 : l'empereur d'Allemagne appréciait les charges massives de cavalerie, ce qui impressionnait les attachés militaires. L'armée allemande dispose de onze divisions de cavalerie, mais réparties sur deux fronts.
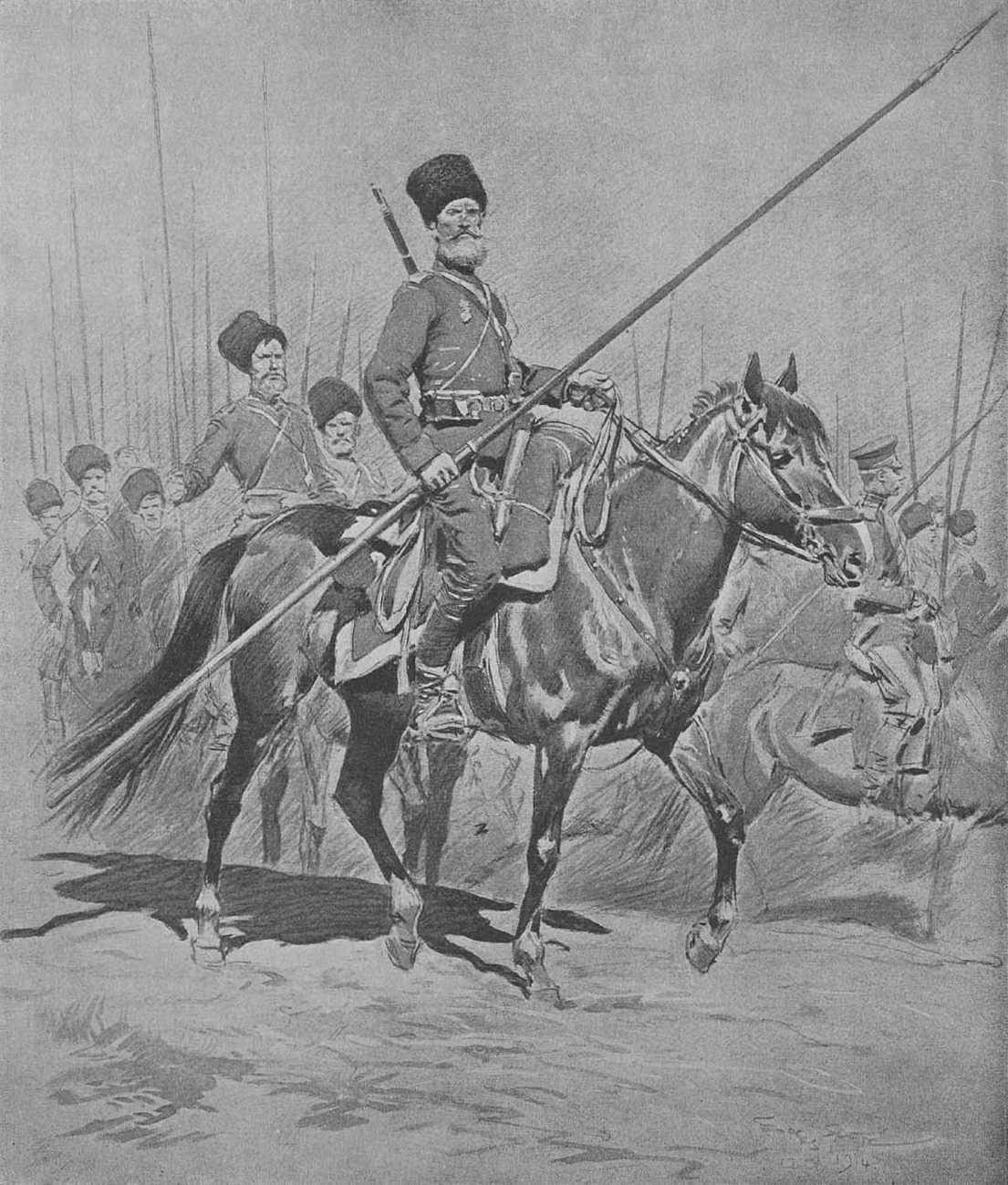
Dessin de Georges Scott en une de L'Illustration du 29 août 1914 : « sur la route de Berlin ». L'armée russe aligne 36 divisions de cavalerie, dont dix face à la Prusse-Orientale et 18 face à la Galicie.

« Au cours de la guerre de 1870, la cavalerie avait joué un rôle important, particulièrement du côté allemand [...]. En Allemagne se développa une véritable doctrine : la prochaine guerre verrait le triomphe de la cavalerie allemande [...]. Devant cette menace précise, la France prépara activement sa cavalerie à repousser, par l'offensive, les assauts des innombrables escadrons dont l'ennemi rêvait d'inonder son territoire. »

— Liliane et Fred Funcken, L'uniforme et les armes des soldats de la Guerre 1914-1918.
En conséquence, le premier rôle confié à la cavalerie française par les plans de mobilisation successifs est de se déployer dès les tout premiers jours de la mobilisation le long de la frontière franco-allemande (une grande partie de ses régiments sont prépositionnés à proximité) pour couvrir le bon déroulement des opérations de mobilisation et de concentration des troupes françaises (on craint une attaque brusquée) : c'est ce que l'état-major appelle la « couverture ».
Le déploiement des unités d'active des cinq corps d'armée de la frontière (les 2e, 6e, 20e, 21e et 7e corps) commence dès le 31 juillet 1914 au matin pour un « exercice complet de mobilisation », mais dix kilomètres en arrière de la frontière (par ordre du gouvernement). Le rappel des réservistes de ces corps est ordonné le 1er août au soir ; les premiers trains de concentration (qui transportent les unités de leur caserne à leur zone de déploiement) sont réservés aux divisions de « couverture ». La moitié de la cavalerie française se déploie donc juste avant la déclaration de la mobilisation, pour former un rideau de protection, chaque escadron accompagné par un bataillon d'infanterie :
- la 8e division de cavalerie (dans le secteur du 7e corps) se déploie dans le « secteur des hautes Vosges » (de Belfort à Gérardmer) ;
- la 6e division de cavalerie (21e corps) dans celui de la Haute-Meurthe (de Fraize à Avricourt) ;
- la 2e division de cavalerie (20e corps) dans la Basse-Meurthe (d'Avricourt à Dieulouard) ;
- la 7e division de cavalerie (6e corps) dans la Woëvre méridionale (de Pont-à-Mousson à Conflans) ;
- la 4e division de cavalerie (au 2e corps) dans la Woëvre septentrionale (de Conflans à Givet)[30].

#### Déploiement rapide

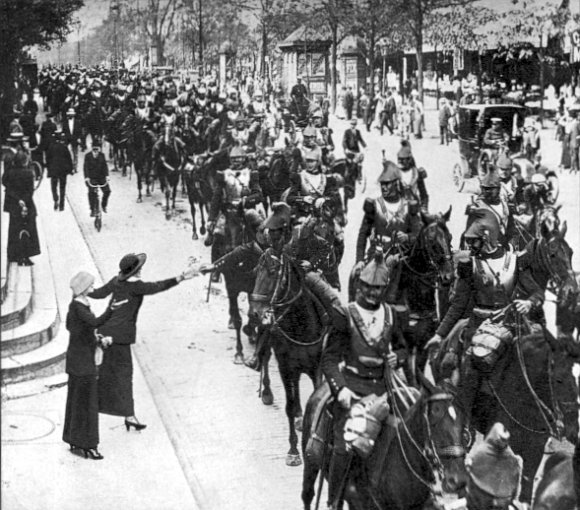
Cuirassiers français remontant les boulevards pour quitter Paris le 1er août 1914.

Au même moment, la 1re division, composée des régiments casernés à Paris, Versailles et Vincennes, prend le train le 1er août (les deux régiments de cuirassiers parisiens devaient partir le 31 juillet mais ils sont maintenus par ordre du gouvernement une journée de plus en ville par peur des manifestations) pour être débarquée le 2 août dans les gares autour de Mézières. Cette division y est rejointe par un état-major de corps d'armée formé autour du général Sordet, ainsi que par les 3e et 5e divisions de cavalerie : l'ensemble forme à partir du 2 août le « corps de cavalerie », qui se déploie en couverture dans le département des Ardennes, couvre la gauche du dispositif français et peut être engagé en cas de besoin en reconnaissance en Belgique. À Paris, la Garde républicaine est maintenue en ville pour assurer le maintien de l'ordre et remplir les missions de police militaire (chasse aux insoumis et déserteurs) ; son régiment de cavalerie remplace désormais les cuirassiers parisiens (partis au front) pour les escortes présidentielles à cheval.
Les deux dernières divisions de cavalerie arrivent de plus loin : ce sont la 10e DC (casernée à Limoges, Libourne, Montauban et Castres) et la 9e DC (de Tours, Angers, Luçon, Nantes et Rennes). Elles complètent leurs effectifs à partir du premier jour de la mobilisation et prennent le train (il faut un convoi pour chaque escadron, quatre pour un régiment) pour être débarquées dans l'Est de la France au 5 août, soit le quatrième jour de mobilisation. Dès leur descente de train, les cavaliers se portent en avant pour couvrir les autres débarquements, qui vont se poursuivre pendant deux semaines jusqu'au 18 août. Quant aux unités de cavalerie entrant dans la composition des grandes unités d'infanterie, elles arrivent avec elles, les dernières étant les escadrons intégrés aux divisions venant de l'armée d'Afrique (la 37e DI de Philippeville, la 38e d'Alger, la 45e d'Oran et la division marocaine).
Au 5 août, toutes les divisions de cavalerie sont à pied d'œuvre : les 1re, 3e et 5e divisions autour de Sedan formant le corps de cavalerie, la 4e à Longuyon devant la 5e armée, la 9e en réserve à l'ouest de Verdun avec la 4e armée, la 7e dans la Woëvre couvrant la 3e armée, les 2e et 10e sur le plateau lorrain devant la 2e armée, la 6e au nord de Baccarat et la 8e au sud-est de Belfort au sein de la 1re armée. Ces dix divisions de cavalerie françaises ont devant elles dix divisions de cavalerie allemandes de taille identique (regroupées en quatre corps) ; une seule allemande est déployée sur le front de l'Est.

#### Bataille des Frontières
Les premiers combats sont des escarmouches entre patrouilles : leur rôle est d'explorer le dispositif adverse et de ramener des renseignements, en interrogeant les civils et en faisant des prisonniers, pour repérer et identifier les unités adverses. Les premières unités engagées sont celles en garnison juste à côté de la frontière, par exemple à Belfort c'est le cas des 11e et 18e régiments de dragons (formant une des brigades de la 8e DC) qui sont envoyés surveiller la frontière dès le 31 juillet 1914 à 5 h (avec cantonnement d'alerte à Morvillars et à Grandvillars). Le 1er août, le 11e dragons cantonne à Joncherey avec un bataillon du 44e RI sous ses ordres. Le 2 août à 10 h, « une patrouille du 5e chasseurs allemand composée de 1 officier et 8 cavaliers arrive à Joncherey ; elle est reçue à coups de fusils par une section d'infanterie qui tient la Tuilerie sur la route de Faverois ; l'officier est tué (Lt. Mayer). 10 h 15 Le 3e escadron monte à cheval et est envoyé en découverte » (JMO du 11e dragons).

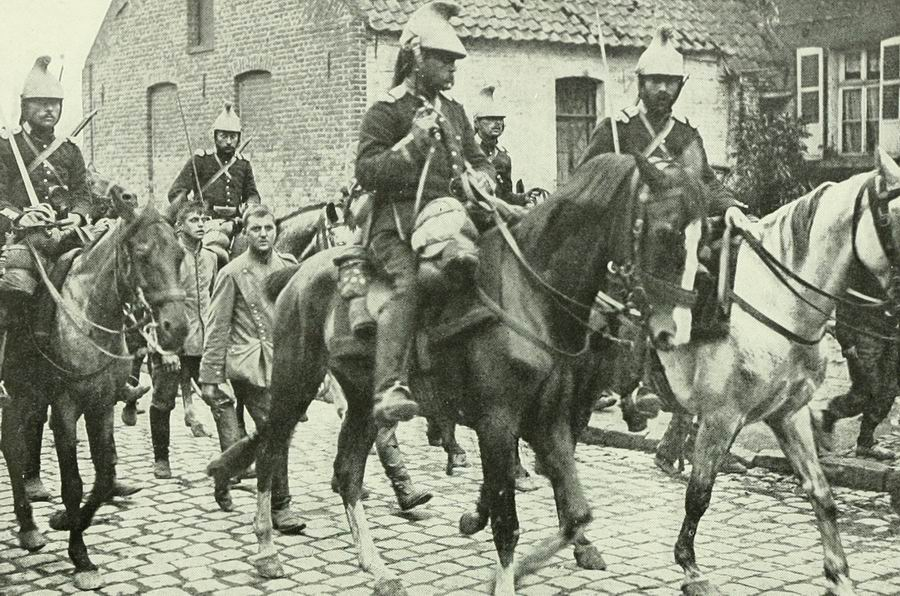
Dragons ramenant des prisonniers allemands le 24 août 1914. Les tâches de police font alors partie des missions de la cavalerie lors des opérations militaires.

Les opérations commencent le 7 août 1914 quand les troupes françaises entrent en Haute-Alsace. La cavalerie est logiquement en tête, le 1er escadron du 11e dragons ouvrant la marche à la colonne de la 8e DC, qui passe la frontière franco-allemande à Seppois-le-Bas dès 6 h du matin. À 11 h 15, une patrouille du même régiment se fait tirer dessus dans Altkirch, puis l'artillerie allemande frappe la brigade entière (elle était rassemblée à cheval sur le plateau). Après l'entrée de l'infanterie dans Mulhouse, la brigade de dragons est envoyée surveiller le Sundgau et la route de Bâle, avec cantonnement le 8 août à Tagsdorf, envoyant le 11e à Jettingen le 9 août, le 18e dragons poussant ses reconnaissances jusqu'à Uffheim, bien qu'« il est recommandé dans cette zone de plus en plus rapprochée du Rhin de se soustraire pendant la nuit aux investigations des projecteurs d'Istein ». La retraite générale à l'abri de la place de Belfort est ordonnée le 10 août après la défaite française autour de Mulhouse.
Sur le plateau lorrain, la cavalerie ne sert là aussi qu'à faire des reconnaissances et à maintenir un mince rideau de patrouilles, laissant à l'infanterie la charge de tenir la ligne de résistance : c'est cette dernière qui combat seule (avec le soutien de l'artillerie). Par exemple, Lunéville est la principale ville de garnison pour la 2e division de cavalerie, qui y avait quatre régiments : les 8e et 31e dragons ainsi que les 17e et 18e chasseurs. La première escarmouche entre patrouilles de cavalerie a lieu le 4 août, avec un baptême du feu pour la division le 6 août : un duel d'artillerie a lieu au retour de la « réquisition » de ravitaillement à Vic (alors allemande). Ces régiments ne sont pas engagés dans les combats et batailles autour de Cirey le 10 août, de La Garde le 11, de Badonviller le 12 et surtout devant Morhange et Dieuze (bataille de Morhange) le 20 août, qui sont l'affaire de l'infanterie. Le même schéma se reproduit sur les hauts de Meuse, notamment à Mangiennes le 10 août : ce sont les fantassins qui tiennent les tranchées face aux Allemands.
Lors du passage à l'offensive, la moitié des divisions de cavalerie est rassemblée pour former deux corps provisoires de cavalerie (c'est-à-dire sans unités organiques) : sur le plateau lorrain, les 2e, 6e et 10e DC forment le corps Conneau à partir du 14 août 1914 avec comme mission de faire la liaison entre les 1re et 2e armées séparées par le pays des étangs. Pour l'offensive dans l'Ardenne belge, les 4e et 9e DC sont réunies dans le corps du général Pierre Abonneau à partir du 18 août 1914, le tout affecté à la 4e armée ; la défaite française entraine la dissolution du corps dès le 25 août. Partout, la cavalerie se révèle incapable de renseigner les armées françaises sur les positions adverses : en Lorraine, elle perd le contact avec les Allemands, juste avant leur contre-attaque lors des batailles de Morhange et de Sarrebourg au matin du 20 août ; surprise aussi dans l'Ardenne belge, où les colonnes françaises se font hacher lors de la bataille des Ardennes le 22 août par deux armées allemandes non repérées. En conséquence, plusieurs commandants de grandes unités sont limogés car considérés comme responsables : les généraux Lescot (2e DC) dès le 13 août, Aubier (8e DC) le 16 août pour « inertie absolue », Gillain (7e DC) le 25 août et Levillain (6e DC) le 27 août.

#### Le corps Sordet en Belgique
Lors des premiers jours de la mobilisation, un corps de cavalerie est créé autour de Mézières pour garder le flanc gauche de l'armée française en cas d'entrée des troupes allemandes dans le Luxembourg belge : regroupant trois divisions (1re, 3e et 5e DC) sous les ordres du général André Sordet (alors inspecteur général de la cavalerie), il compte un total de 72 escadrons soit 16 000 hommes, plus une escadrille sur Blériot pour la reconnaissance aérienne.
Comme le gouvernement belge donne l'autorisation aux Français d'entrer en Belgique le 4 août 1914 au soir, ordre est donné d'y envoyer des reconnaissances le 5, puis d'avancer tout le corps au nord de Neufchâteau pour explorer vers Martelange et Bastogne. Le 7, les unités du CC atteignent la Lesse ; le 8, Sordet affirme que le pays « est vide d'Allemands » jusqu'à Liège. Le 9, les Belges réclament de la cavalerie française au nord de la Meuse pour protéger Bruxelles, car au moins une division de cavalerie allemande marche de Tongres vers Saint-Trond.
Mais le 11 août, le corps de cavalerie signale l'arrivée d'importantes troupes allemandes venant de l'est : les 1re, 2e et 3e armées allemandes viennent de se mettre en marche, soit une force de 743 000 hommes, comprenant cinq divisions de cavalerie. Le corps de cavalerie évite le combat et bat en retraite, passant le 15 août sur la rive gauche de la Meuse et recevant désormais ses ordres du commandant de la 5e armée française : elle se maintient au nord de la Sambre, avec des pointes jusqu'à Gembloux. Le commandant en chef envoie le 20 à Sordet, via le commandant de la 5e armée, une lettre blâmant sa conduite des opérations, et propose son remplacement.
Après les défaites française de Charleroi et britannique de Mons, le corps de cavalerie entame la Grande Retraite du 22 août au 6 septembre, passant par Maubeuge, Péronne, Montdidier, Beauvais, Mantes et Versailles, incapable de freiner la poursuite allemande (par exemple aux ponts sur la Somme vers Péronne le 28 août). Ces longues marches et contre-marches, ressemblant à un carrousel, épuisent les chevaux, par un temps caniculaire :

« nous commençons du reste à être fatigués par le manque de sommeil et la chaleur [...] Les chevaux eux aussi sont sellés des vingt-quatre heures de suite avec de lourds paquetages. Ils ne sont plus guère fougueux ! Les pauvres bêtes la tête basse et les pattes écartées, restent où on les a laissées dans une absolue torpeur ! »

— Jean Richard de Soultrait (brigadier au 17e dragons, 8e DC), Souvenirs de guerre, 8 août 1914.

#### Bataille de la Marne

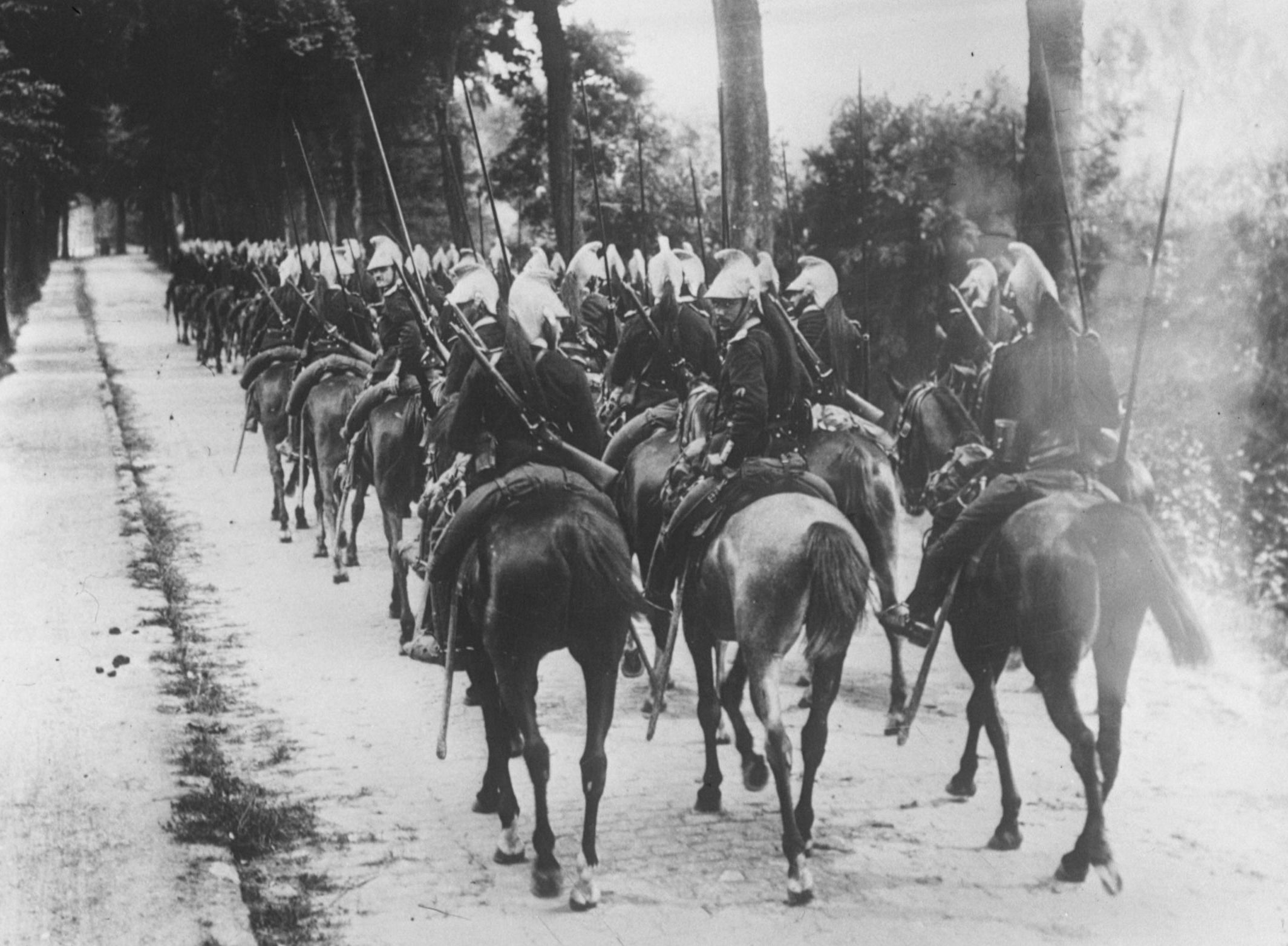
Dragons français en colonne près de Montmort-Lucy (dans la Marne) en septembre 1914. La tenue de campagne comporte un couvre-casque en toile, pour éviter les reflets métalliques qui se repèrent de loin.

Pendant la Grande Retraite, le corps de cavalerie Sordet (1re, 3e et 5e DC), la 5e armée française et l'armée britannique traversent le Nord de la France, poursuivies par les forces allemandes. Le corps de cavalerie n'est plus en état de combattre : ceux dont les montures sont mortes de fatigue vont à pied, tandis qu'une « division de cavalerie provisoire » est créée le 29 août (confiée au général Cornulier-Lucinière, dissoute le 8 septembre) avec les éléments encore en état pour être confiée à la nouvelle 6e armée. Dans les premiers jours de septembre 1914, le corps Sordet s'est réfugié au sud-ouest de Paris, le corps Conneau (4e, 8e et 10e DC) fait la liaison entre les Britanniques et la 5e armée française, tandis que la 9e DC fait de même entre les 9e et la 4e armées françaises. Leur mission est de maintenir la continuité du front entre les différentes armées.
Mais le 31 août, le capitaine Charles Lepic (du 5e chasseurs, 5e DC) rapporte qu'à Gournay-sur-Aronde (au nord de Compiègne), la colonne allemande abandonne la route de Paris pour aller vers le sud-est ; le renseignement est confirmé les jours suivants par d'autres patrouilles (le capitaine Fagalde récupère une carte d'état-major) et par les avions du camp retranché de Paris. Le 1er septembre, le corps de cavalerie passe sous les ordres du gouverneur militaire de Paris et reçoit des chevaux de remonte, puis le 5 il est mis à disposition du commandant de la 6e armée (le 8, le général Sordet, auquel est reproché son repli de la veille, est limogé au profit du général Bridoux, jusqu'alors à la tête de la 5e division, où lui succède le général de Cornulier-Lucinière). Le 6 septembre au matin, la 5e DC, encore sous les ordres du général Bridoux, embarque dans des trains à Versailles-Matelots pour être débarquée autour de Nanteuil-le-Haudouin (au nord-est de Paris) ; la cavalerie allemande est proche, signalée vers Crépy-en-Valois et Senlis. Dès le 6 septembre, les 1re et 2e armées allemandes sont séparées par une distance de 40 kilomètres, un vide plus ou moins masqué par deux corps de cavalerie allemands.
La bataille de la Marne est subdivisée en plusieurs combats, au cours desquels la cavalerie est le plus souvent cantonnée dans sa mission de couverture, ce qui ne l'empêche pas d'y participer parfois beaucoup plus activement : les trois divisions du corps Bridoux, et notamment la 5e DC dans la bataille de l'Ourcq, le corps Conneau dans la bataille des Deux Morins et le corps de L'Espée (créé le 10 septembre avec les 6e et 9e DC, rattaché à la 9e armée, dissous le 13) dans la bataille des Marais de Saint-Gond près de Mailly-le-Camp. Le 8 septembre, les Britanniques et le corps Conneau franchissent le Petit Morin en repoussant le rideau de cavalerie allemande : les Britanniques et les Français s'avancent entre les 1re et 2e armées allemandes, atteignant la Marne à Château-Thierry, ce qui détermine l'ordre de retraite générale de l'aile droite allemande, après toutefois une diversion vers Nanteuil-le-Haudouin à laquelle font face les 1re et 3e DC.

#### Poursuite et course à la mer

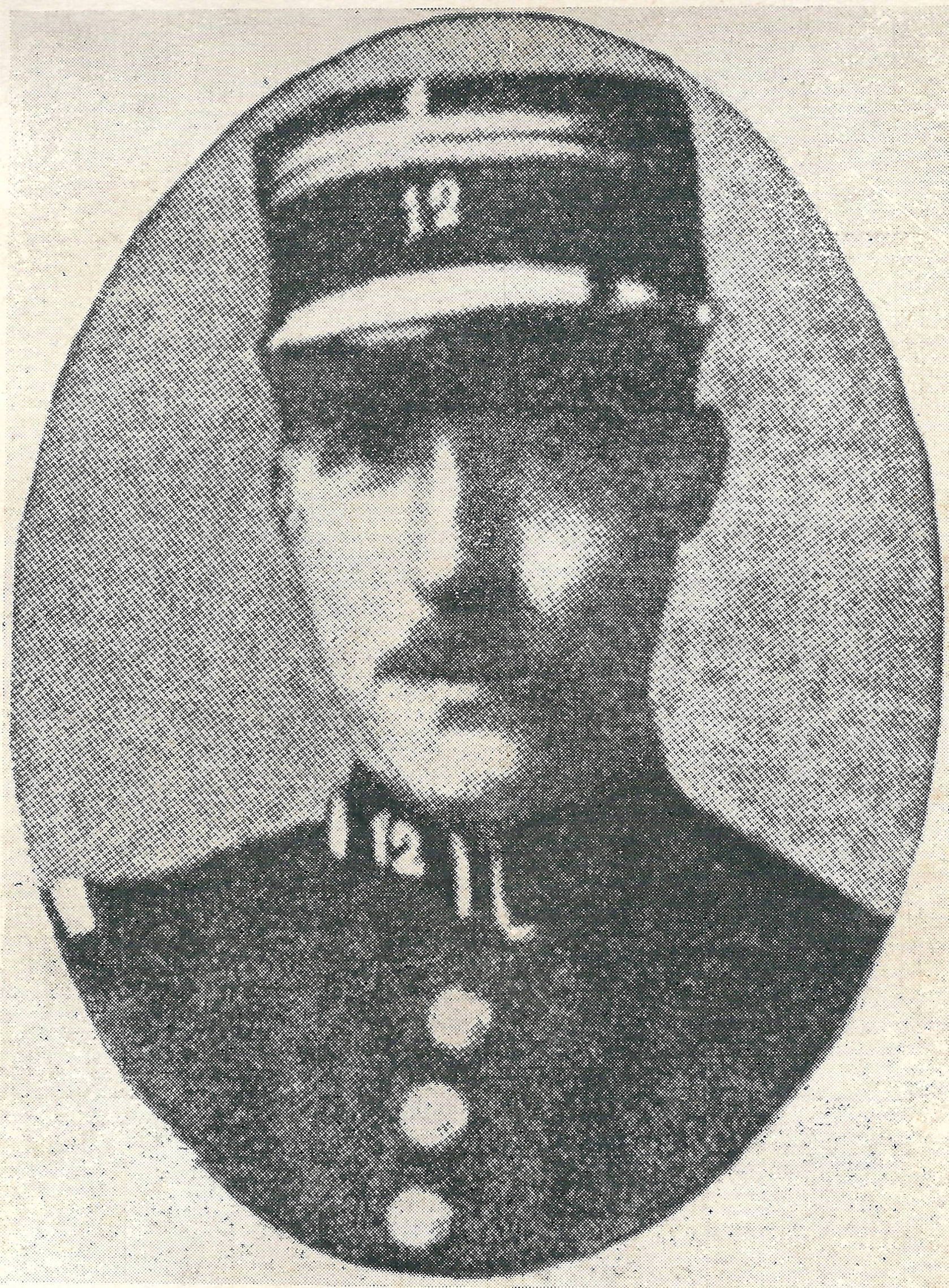
Le 14 septembre 1914, le sous-lieutenant de Lattre (, 2e DC) a un poumon perforé par la lance d'un uhlan lors d'une charge au sabre près de Pont-à-Mousson.

Après les combats sur la Marne, les unités de cavalerie sont logiquement lancées en tête de la poursuite, mais très lentement (les chevaux sont à bout de force), faisant une petite moisson de traînards. La cavalerie « est arrivée épuisée à la bataille de la Marne, et là, [...] quand cette [...] victoire aurait pu [...] être une déroute irréparable pour les Allemands, il n'y avait plus de chevaux en état de marcher ». Dès le 8 septembre, ce qui reste de la 5e division de cavalerie est lancée par Crépy-en-Valois dans un raid derrière les lignes allemandes en forêts de Compiègne et de Villers-Cotterêts. Pendant ce raid, un escadron du 16e dragons (commandé par le lieutenant de Gironde) réussit à attaquer le 11 septembre au soir un convoi automobile transportant des avions sur le plateau de Mortefontaine : d'abord deux pelotons à pied tiraillent, puis un peloton à cheval charge mais est fauché par une mitrailleuse,. Le 9 septembre, une attaque sur le plateau de Rozières donne l'occasion à la 1re DC et à la 13e brigade de dragons de la 3e DC, réunies sous le commandement du général Bridoux, de sabrer et rejeter plusieurs bataillons d’infanterie ennemis. Le 10 septembre, deux cavaliers du 3e hussards (3e DC) attaquent à Mont-l'Évêque une quinzaine d'Allemands isolés et capturent le drapeau d'un régiment saxon.
La poursuite est arrêtée dès le 14 septembre, la cavalerie française étant incapable d'affronter l'infanterie allemande, même si elle accomplit encore d'autres raids. Ainsi le raid, les 14 et 15 septembre, de la 10e DC, qui se glisse entre les 1re et 2e armées allemandes, passe l'Aisne à Pontavert et atteint le camp de Sissonne, avant de battre en retraite. De même, le 12 septembre, le général Bridoux, après avoir franchi l’Oise, lance le 1er corps de cavalerie dans un périple qui s’inscrit davantage dans la stratégie de contournement prônée par le haut commandement, que dans celle plus étriquée privilégiée par le général Maunoury : en effet, au lieu de se rabattre sur l’ennemi entre Noyon et l’Aisne, il parcourt vers le nord plus d’une centaine de kilomètres d’une marche harassante qui conduit les 1re et 5e divisions jusqu'au nord-ouest de Saint-Quentin, où, le 17 septembre, le général Bridoux tombe dans une embuscade de l'infanterie allemande et est tué avec une partie de son état-major (ils étaient alors en automobiles).
Pendant la course à la mer, les unités de cavalerie sont utilisées comme infanterie montée, chargée de tenir temporairement une position en attendant l'arrivée des bataillons d'infanterie. Neuf divisions de cavalerie sur les dix sont engagées sur l'aile gauche, seule la 2e DC reste en Woëvre. On fait feu de tout bois pour alimenter la bataille : par exemple le 15 septembre est composée une nouvelle « division de cavalerie provisoire » sous les ordres du général Beaudemoulin avec ce qui reste de libre (la brigade Gillet et des groupes d'escadrons de réserve), engagée près de Péronne le 25, pour être dissoute le 9 octobre. Mais les cavaliers sont peu nombreux, manquent de mitrailleuses, n'ont pas encore d'outil pour creuser une position et emportent trop peu de munitions. Il y eut un épisode où des cavaliers à pied chargent, lance en avant (n'ayant pas de baïonnette), l'infanterie adverse : le 20 octobre 1914, à Stadenberg près d'Ypres, par deux escadrons des 16e et 22e dragons.
Le 30 septembre, deux corps de cavalerie sont organisés sur l'aile gauche et engagés près d'Arras : le 1er corps (1er, 3e et 10e DC) sous les ordres du général Louis Conneau et le 2e corps (4e, 5e et 6e DC) du général Antoine de Mitry. Le 5 octobre 1914, un « groupement de corps de cavalerie » est même constitué dans la région de Lens avec ces deux corps de cavalerie, le tout sous les ordres du général Conneau et rattaché à la 10e armée, en vue de tenter de déborder l'aile droite allemande. Engagé immédiatement dans la bataille d'Artois (à Aix-Noulette et Notre-Dame-de-Lorette), le groupement est supprimé dès le 7 octobre face à son échec. Il est reconstitué le 12 en Flandres (après un mouvement de rocade par voies ferrées) sur les rives de la Lys, puis définitivement supprimé le 16.
Une fois le front fixé, les missions de reconnaissance sont désormais uniquement confiées à l'aviation, tandis que la capture de prisonniers (pour fournir des renseignements) est assurée par les corps francs lors de leurs coups de main. Plusieurs dizaines de milliers de chevaux sont morts, surtout d'épuisement, à cause du rythme des opérations, du manque de soin et de fourrage.

### Guerre des tranchées (1915-1918)

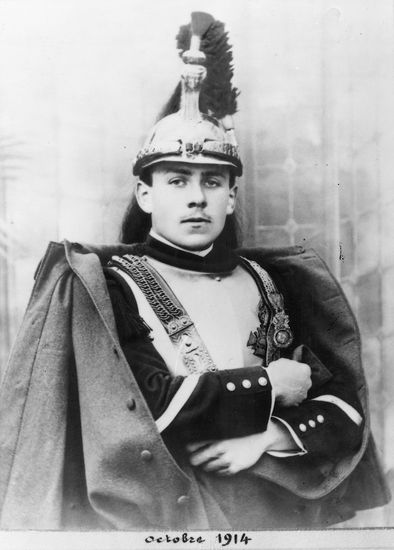
Louis-Ferdinand Céline, maréchal des logis au (7e DC). Il a relaté son expérience militaire dans Voyage au bout de la nuit, publié en 1932.

La stabilisation du front à partir de l'automne 1914 sur le front occidental transforme le conflit en une vaste guerre de positions ressemblant à un gigantesque siège. Sur un champ de bataille parsemé de tranchées, de barbelés et de trous d'obus, face à une puissance de feu redoutable, la cavalerie cherche sa place.

#### En attente d'une percée
Pour chaque offensive alliée de 1915 (en Champagne, en Artois, de nouveau en Artois et une seconde fois en Champagne), de 1916 (bataille de la Somme) et de 1917 (le Chemin des Dames et Cambrai), les divisions de cavalerie sont regroupées en arrière du front, dans l'espoir de pouvoir les lancer dans l'exploitation d'une percée (les Britanniques font de même avec leurs divisions de cavalerie des Indes). Un 3e corps de cavalerie est constitué dans ce but le 2 septembre 1915 (avec les 6e, 8e et 9e DC) sous les ordres du général de Buyer, pour être dissous le 28 décembre 1916.
Par exemple, à l'automne 1915, sept divisions de cavalerie attendent la réussite de la 2e bataille de Champagne, soit le 3e CC (6e, 8e et 9e DC) affecté à la 2e armée, la 2e DC et le 2e CC (4e, 5e et 7e DC) auprès de la 4e armée, tandis que les 1re et 3e DC ainsi que la brigade de spahis sont placées dans la 10e armée pour la 3e bataille d'Artois. Les ordres sont de rester « prêt, dès que la brèche paraîtra suffisante, à y faire passer au plus tôt une ou plusieurs divons qui devront agir par rabattement à l'est et à l'ouest sur les derrières de la 2e ligne ennemie ». Le 28 septembre, des brèches sont annoncées dans les lignes allemandes : la 8e DC est avancée jusqu'au sud de Perthes-lès-Hurlus et la 5e DC au nord de Souain. Mais la résistance du front allemand interdit toute exploitation.

« C'est ainsi qu'il y a actuellement derrière notre front des milliers de cavaliers, des hommes qui prennent soin des chevaux, des hommes qui s'occupent de transporter la masse considérable de fourrage destiné auxdits chevaux. Ces hommes jouent dans la guerre un rôle à peu près semblable à celui qu'ils joueraient s'ils se trouvaient à Tombouctou. »

— H. G. Wells, après une visite du front.

La cavalerie de l'armée d'Afrique, patientant en réserve
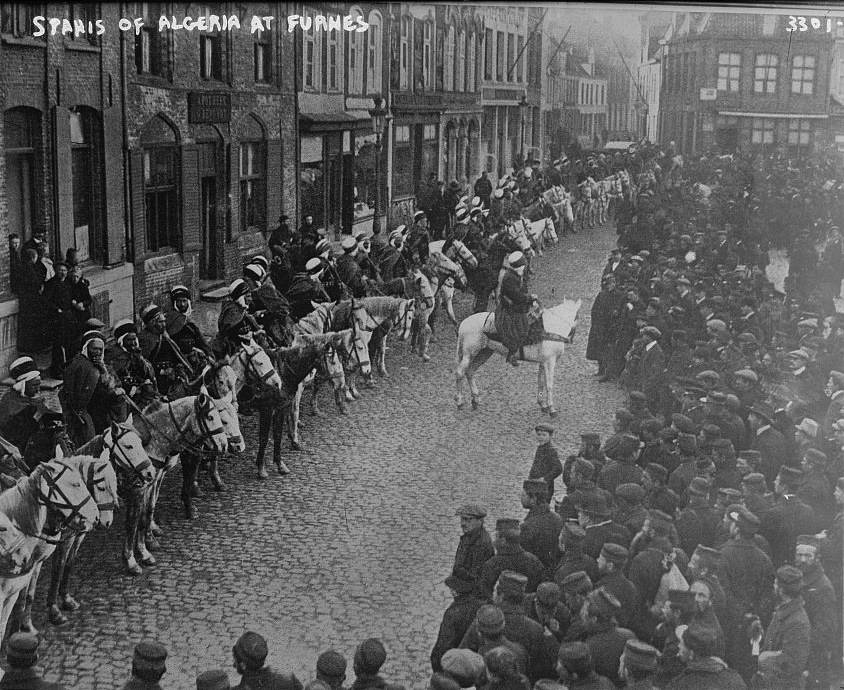
Spahis algériens à Furnes en Belgique.
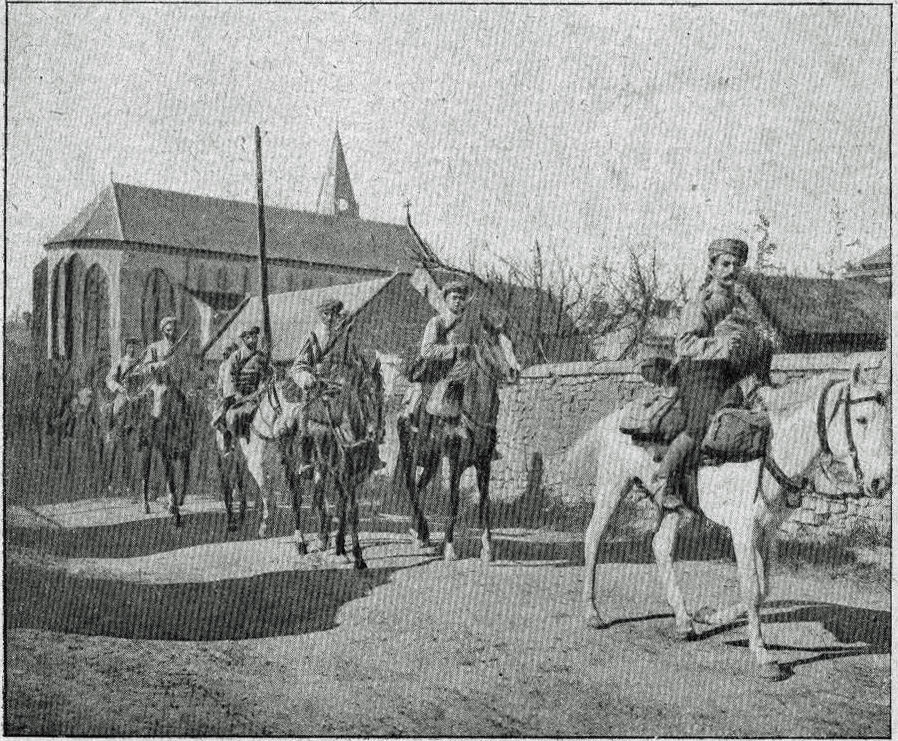
Cavaliers du régiment de marche de spahis marocains en 1915.

#### Charger entre les tranchées
Des charges à cheval furent tout de même tentées en 1915, notamment par tout un régiment de cavalerie. Le 25 septembre 1915, lors de l'offensive de Champagne, la première ligne allemande ayant été conquise, la cavalerie est poussée en avant dans l'espoir de les faire déboucher derrière la deuxième ligne adverse. Au 20e corps d'armée, c'est le 5e hussards qui est engagé par moitié ce matin-là. Au 7e corps, le général de Villaret donne l'ordre à son 11e chasseurs d'attaquer : il s'agit de charger au nord de Saint-Hilaire-le-Grand à 9 h 25, juste après l'assaut des 37e et 14e DI qui doivent partir à 9 h 15.
Pour préparer la charge du 11e chasseurs, un détachement de 80 cavaliers à pied (et quatre sapeurs du génie) travaille pendant les nuits du 3 au 19, faisant des terrassements à la pelle, construisant des ponceaux (pour passer les tranchées et boyaux), découpant à la cisaille les réseaux de barbelés français et balisant trois pistes avec des fanions. La préparation d'artillerie commence le 22. Le détachement à pied est réorganisé en trois pelotons de travailleurs : des cisailleurs-déblayeurs, des terrassiers et des pontonniers (pour jeter les ponts sur les tranchées allemandes). Le 25, jour de l'attaque, le régiment est regroupé à 5 h 30 sous des petits bois. À 8 h 50, le colonel Durand fait monter à cheval les trois colonnes : à droite les 1er et 2e escadrons, au centre les 3e et 5e, à gauche les 5e et 7e. Chaque colonne d'attaque marche en ordre dispersé, par escouades, à 25 m de distance. 9 h 15, les colonnes sont à la sortie de Saint-Hilaire. Le colonel se porte en avant de la colonne du centre et à 9 h 25 il donne le signal :

« Les 3 colonnes partent au galop et franchissent les premiers ponceaux, elles sont arrosées immédiatement par un barrage d'artillerie et les canons allemands raccourcissent leur tir au fur et à mesure que les colonnes avancent. Dès que les colonnes sont en vue des tranchées ennemies, elles tombent sous un feu violent d'infanterie et de mitrailleuses. Nombre de chevaux sont tués ou blessés, ces derniers galopent dans toutes les directions, franchissent les tranchées ou sautent à l'intérieur et les obstruent. Les chasseurs blessés, capables de marcher ou de ramper gagnent les tranchées occupées par les zouaves et les tirailleurs de la 37e DI. Malgré le feu violent qui décime les escadrons de tête, les trois pelotons d'avant-garde arrivent jusqu'aux fils de fer allemands.
En tête de la colonne de droite, le Sous-Lt. Preiss saute à terre avec son peloton, saisit un fusil d'infanterie, entraîne ses hommes, et avec eux, des zouaves et des tirailleurs, fait le coup de feu et pénètre dans la 3e tranchée allemande, où il est tué un chargeur à la main. En tête de la colonne du centre, le Lt. Legrand saute dans une tranchée qu'il occupe avec son peloton. En tête de la colonne de gauche, le Lt. Tézenas va tomber, blessé grièvement d'une balle au-dessous de l’œil, dans les fils de fer allemands, d'où il est ensuite dégagé par le Ber Lafaye. Le Cne Levenbruck, blessé à l'épaule, ayant vu le Colonel et le Lt.-Colonel démontés, prend le commandement de divers éléments du Régiment, plus ou moins désemparés, les rallie à St-Hilaire et les ramène au S du village. [...]
Dans cette attaque, l'état-major et les 3 escadrons de tête, surtout le 5e, ont fait les pertes les plus sérieuses en hommes et en chevaux. Les 3 escadrons de queue (2e, 4e et 7e) ont moins souffert. Les chasseurs blessés sont soignés et évacués avec de grandes difficultés. Plusieurs chevaux blessés errent à l'aventure ou gisent dans les tranchées où on les achève. »

— Extrait du JMO du 11e chasseurs.
Le détachement à pied, très réduit, continue à assurer les passages dans les tranchées allemandes au profit des fantassins jusqu'au lendemain matin. Du 26 au 29 septembre, le régiment de cavalerie est maintenu sur le front, assurant le nettoyage des abris allemands pris par l'infanterie, dans l'attente d'un moment favorable pour une nouvelle charge. Le 29 septembre, le corps d'armée renonce à utiliser sa cavalerie à cheval et retire ce qui reste du régiment du front.

#### Autres occupations
Ne pouvant combattre à cheval, il ne reste aux unités de cavalerie comme principales missions, faute d'autres emplois spécifiques, que le contrôle de la circulation et la police dans la zone des armées, épaulant les prévôtés de la gendarmerie. Pour régler ce problème d'inactivité, les régiments de cavalerie descendent régulièrement dans les tranchées de première ligne pour faire le service d'infanterie, en laissant leurs chevaux loin à l'arrière. Par exemple, les cavaliers démontés de la 10e DC tiennent le secteur entre Leimbach et Burnhaupt-le-Haut pendant la majorité de l'année 1915, en compagnie d'un peu d'infanterie territoriale. Lors de l'offensive de Champagne de l'automne 1915, les groupes à pied et l'artillerie du 2e corps de cavalerie sont engagés au profit du 6e corps d'armée, perdant un total estimé à 1 399 hommes (201 tués, 714 blessés et 484 disparus).
En 1917, pendant la période des mutineries et des grèves, les unités de cavalerie sont relativement épargnées par le mouvement étant donné leur encadrement et leur recrutement. Les cavaliers du 25e dragons sont quand même parmi les premiers à chanter L'Internationale le 28 mai 1917 au cantonnement à Vendeuil (au sud de Saint-Quentin). Pour maintenir l'ordre, les brigades de dragons du 1er corps de cavalerie sont envoyées fin mai contre les unités mutinées, puis, à tour de rôle, envoyées dans les grands centres industriels, participant à des actions de police, avec des détachements à demeure dans les gares et les dépôts pour surveiller le retour des permissionnaires.
Enfin, les unités de cavalerie fournissent des détachements de travailleurs pour améliorer les défenses du front (creusement de boyaux, construction de fascines, etc.), pour aider aux champs (note de service d'une brigade de la 10e DC, « autorisant les chefs de corps à prêter aux habitants des hommes et des chevaux pour les aider dans leurs travaux »), pour faire des terrassements dans les régions fortifiées (cas du 11e hussards au fort de La Chaume à Verdun) et, dans un cas, pour aménager un terrain d'aviation (le 22e chasseurs en 1915).

#### Création d'unités à cheval
Quelques nouvelles unités sont créées pendant la première moitié de la guerre : on arrive à 96 régiments (il s'agit de l'apogée de la cavalerie française en termes d'effectifs), dont 12 de cuirassiers, 33 de dragons, un mixte (dragons/hussards), 22 de chasseurs à cheval (le régiment de marche devenant le 22e), 16 de hussards (nos 1 à 14, plus deux régiments de marche), sept de chasseurs d'Afrique (nos 1 à 6, plus le 8e de marche), quatre de spahis algériens plus un éphémère régiment de spahis auxiliaires algériens (RSAA) rapatrié en septembre 1915, et le régiment de marche de spahis marocains.
À la fin d'août 1914, le gouverneur militaire de Paris racle les fonds de tiroirs pour constituer des unités : une brigade de cavalerie temporaire, à deux régiments, est ainsi constituée à partir de réservistes présents dans les dépôts de la région parisienne, commandés par quelques officiers de l'école d'application de Saumur. Le 25 août, le « régiment mixte de cavalerie » est ainsi composé avec le groupe d'escadrons de réserve du 15e dragons et celui du 8e hussards ; il devient le « régiment mixte de marche de cavalerie », finalement dissous le 31 décembre 1916. Le 26 août 1914 est créé le 33e régiment de dragons, à partir des 7e escadrons des 6e, 23e, 27e et 32e régiments de dragons (ces régiments ont leurs dépôts à Vincennes et à Versailles) ; il est dissous le 20 janvier 1916.
Le 9 octobre 1914, sur les rives de la Meurthe est formée une autre brigade temporaire de cavalerie, à partir d'escadrons divisionnaires (des 6e et 10e hussards) : le « régiment de hussards de réserve B » perdure assez pour prendre le 19 août 1915 le nom de 17e régiment de marche de hussards, puis est dissous lui aussi le 7 janvier 1916.
En décembre 1914 est organisée la brigade Matuzinski pour compléter la 10e DC ; elle est renommée 23e brigade légère en avril 1915. Le « régiment de marche du 12e hussards » est créé le 12 décembre, composé du groupe d'escadrons de réserve du 12e hussards (5e et 6e, venant de la 71e DI) et du 11e escadron (affecté jusque-là à la place de Belfort) ; le dépôt du 3e chasseurs fournit un escadron à pied le 29 juin 1915 ; le régiment prend le nom de 16e régiment de marche de hussards le 30 juillet 1916 ; il est dissous le 7 janvier 1916. Le « régiment de marche de chasseurs à cheval » est créé le 14 décembre 1914, à partir du 6e escadron du 11e chasseurs, du 5e du 14e chasseurs et du 11e du 16e chasseurs ; il devient le 22e régiment de chasseurs à cheval en 1915 et est dissous le 4 janvier 1916.

#### Adaptations
Au cours du conflit, la cavalerie s'adapte, en créant des unités à pied, en modifiant son habillement, son armement et ses doctrines d'emploi.

##### Mise à pied
À partir d'octobre 1914, chaque division de cavalerie doit former un « groupe léger », de la taille d'un régiment d'infanterie à trois bataillons, composé à raison d'un escadron à pied pour chacun des six régiments de la division ; en juin 1916, la majorité de ces dix groupes légers sont incorporés dans les régiments de cuirassiers à pied.
Le 1er juin 1916 est créé le « 1er régiment léger », un régiment de marche d'infanterie à trois bataillons (65 officiers et 2 474 hommes) et trois compagnies de mitrailleuses (trois officiers et 123 hommes), composé à partir des « groupes légers » des 2e et 10e divisions de cavalerie, un escadron de réserve du 29e dragons et quelques éléments prélevés sur les régiments à cheval. Tous les officiers viennent de la cavalerie ; chaque bataillon est composé de deux escadrons ; le commandant est un colonel de cavalerie qui était à la tête du 373e RI ; le régiment est affecté à la 2e DC et monte en ligne dès la nuit du 1er au 2 juin à Seppois-le-Haut. Le régiment, le seul du genre, est dissous le 15 août 1917 pour être remplacé par un régiment de cuirassiers à pied,,.
En mai 1916, six régiments de cuirassiers sont démontés (et leurs chevaux versés à l'artillerie) : les 4e, 5e, 8e, 9e, 11e et 12e « régiments de cuirassiers à pied ». Dans un premier temps ces régiments sont affectés chacun à une division de cavalerie, puis sont regroupés pour former deux « divisions de cavalerie à pied » en décembre 1917 et janvier 1918. Ces régiments sont utilisés lors des offensives : par exemple, les 4e, 9e et 11e cuirassiers participent à la prise du moulin de Laffaux en avril 1917 lors de la bataille du Chemin des Dames.
Le 11 novembre 1915, 48 escadrons sont retirés des divisions d'infanterie et supprimés ; le 31 décembre 1915, 29 escadrons de dragons sont dissous et remplacés par des groupes légers (à pied). Le 1er juin 1916, les 9e et 10e DC sont dissoutes ; le 5 août 1916 c'est au tour de la 8e division, puis en juillet 1917 de la 7e division. De nombreux officiers et cavaliers sont transférés dans l'infanterie, l'artillerie et l'aviation. Devenant moins utiles, les effectifs totaux de la cavalerie sont donc légèrement réduits au cours du conflit, passant de 3,7 % de l'armée en 1914 (102 000 hommes) à 3,2 % (91 000) en 1918, tandis que les armes savantes (artillerie, génie, train, santé, intendance, aéronautique et artillerie d'assaut) voient augmenter les leurs. 4 800 officiers de cavalerie changent d'arme pendant le conflit, attirés notamment par l'aviation et par les chars. En 1915, la moitié des sous-officiers des régiments de cavalerie est passée dans l'infanterie pour devenir chef de section.

##### Uniformes et armement
Dès l'entrée en campagne, les cuirassiers portent la couvre-cuirasse, tandis que tous les cavaliers ont un couvre-casque de drap, dans les deux cas pour éviter les reflets du soleil sur les parties métalliques, visibles de loin. Le 16 octobre 1915, la confection de culotte en toile bleue est ordonnée pour recouvrir ou remplacer le pantalon garance de la cavalerie légère. De même, à partir du 27 mars 1915, les chevaux aux robes claires doivent être teints avec du paraphénylènediamine ou du permanganate de potassium. L'adoption généralisée du bleu horizon se fait à partir de décembre 1914 jusqu'à la fin de 1915 ; tous les cavaliers portent désormais le même uniforme que l'infanterie (détails mis à part), le casque Adrian est distribué à partir de juin 1915 quand les shakos et les casques à crinière font défaut, puis de manière systématique par décision du 16 octobre 1915 : « toutes les unités de cavalerie sur le front, y compris les chasseurs d'Afrique, seront dotées du casque de modèle général ». Des masques à gaz sont distribués, y compris pour les chevaux. La dotation en outils est renforcée : aux serpes, scies et haches (nécessaires lors des bivouacs) se rajoutent les pelles-pioches et les cisailles (94 et 20 par escadron), ainsi que les stocks de la division (dans trois camions : 260 pelles, 130 pioches, 30 haches, des sacs à terre, du fil de fer, etc.).
La carabine est remplacée par le mousqueton Berthier modèle 1892 (la différence entre les deux est la présence d'une fixation pour la baïonnette) à partir d'octobre 1914 (les carabines survivantes sont transformées en mousqueton en 1915), ces mousquetons sont modifiés à partir de 1916 (jusqu'aux années 1920) pour recevoir un chargeur de cinq coups au lieu de trois, la lance est abandonnée et les cuirasses sont renvoyées aux dépôts en septembre 1915. La puissance de feu est renforcée : à partir d'avril 1915, chaque régiment doit comporter une section de mitrailleuses ; la dotation en munitions, limitée à 96 cartouches par cavalier, est augmentée à 165 (75 dans les trois cartouchières du cavalier et 90 dans le collier à cartouches sur le cheval) ; les unités suivent des séances d’entraînement aux tactiques d'infanterie et au lancer de grenades. À partir du 1er mars 1916 sont distribués en dotation quelques fusil-mitrailleurs (Chauchat modèle 1915, avec chargeur de 20 cartouches ; la longueur du canon est la même que celle de la carabine, mais l'arme fait 9 kg) à raison de quatre par escadron, 36 tromblons lance-grenades par régiment (avec 1 000 obus VB), des musettes ou ceintures porte-grenades (avec 150 grenades incendiaires par régiment), et de petits canons de 37 mm (modèle 1916).
Après les expérimentations d'avant-guerre, les premiers véhicules blindés à moteur commencent à être employés au combat. Il s'agit de modifications d'un véhicule civil, prenant comme base le châssis d'un petit camion ou d'une grosse automobile (marques Renault, Peugeot, Delaunay-Belleville, De Dion-Bouton ou White TBC), le couvrant d'un blindage léger et l'armant avec une mitrailleuse ou un petit canon (de 37 mm ou de 47 mm) semi-automatique provenant des stocks de la marine. Si au début les équipages sont composés de marins, ils sont rapidement remplacés par des cavaliers. Des groupes de ces automitrailleuses et auto-canons (ou GAMAC) entrent en dotation, à raison d'un groupe par division de cavalerie : la 8e DC obtient son groupe dès octobre 1914, la 9e DC en novembre, la 7e en décembre, les autres en 1915. Puis la dotation passe à deux groupes par division, d'abord à la 7e DC en novembre 1915, les autres en mai-juin 1916. Parmi les 17 groupes ainsi créés, le 10e groupe a la particularité de partir en Roumanie à partir d'août 1916.

##### Évolution de la doctrine
« La caractéristique du champ de bataille est le vide absolu qu'il présente. Les avions déclarent qu'ils ne peuvent apercevoir nulle part des rassemblements ou de fortes colonnes. La cavalerie ne doit pas rester la seule arme qui continue à offrir et à promener dans la zone d'action des objectifs visibles, des buts repérables. Il y a donc lieu de modifier particulièrement ses procédés de marches et stationnements et de combats. »

— Ernest Adrien de Sézille (capitaine), Conseils pratiques aux cadres de cavalerie (guerre de 1914) : résumé des procédés nouveaux imposés par la guerre actuelle, d'après l'expérience de nombreux mois de campagne, décembre 1915.
Désormais, les unités à cheval se trouvant à proximité du front doivent rester en formations ouvertes, les cavaliers échelonnés et dispersés sur le terrain. De nouveaux textes encadrent l'emploi théorique de la cavalerie, notamment l’Instruction sur l'emploi de la cavalerie dans la bataille du 8 décembre 1916, révisé le 26 mai 1918 (et signé par le général Pétain), qui encadre l'engagement des unités. Il est décidé que, quand les cavaliers démontés sont employés comme infanterie sur un front stabilisé, les unités de cavalerie appliquent les règlements d'infanterie. Le document défini les nouvelles propriétés de la cavalerie :

« 1° La vitesse et la mobilité sont les qualités distinctives de la cavalerie ; les missions qui lui incombent dans la bataille découlent de ces propriétés que les autres armes ne possèdent pas au même degré.

2° La tactique de la cavalerie doit tenir compte de la puissance du feu dans le combat moderne ; son organisation et son armement actuels lui permettent de l'exploiter. La cavalerie doit donc être capable de combattre à pied, en liaison avec son artillerie. Néanmoins le combat à cheval doit être prévu et préparé — il s'impose contre une cavalerie qui l'accepte ou le cherche, contre une infanterie surprise en terrain libre, disloquée, démoralisée, épuisée ou sans munitions, contre une artillerie sur roue ou contre une artillerie en position prise de flanc ou à revers.

3° La cavalerie est une arme fragile ; sa reconstitution est longue et difficile. Elle ne doit pas être sacrifiée à l'impatience de lui trouver un emploi, dans des conditions où ses qualités spéciales ne pourraient être utilisées. »

— Instruction sur l'emploi de la cavalerie dans la bataille  1918, tome 1, p. 9-10.
Son rôle au combat est, en cas d'offensive « d'assurer le développement du succès [...], et quand le succès prendra de l'extension, l'exploitation plus lointaine » ; sur la défensive, « la cavalerie sera en mesure de limiter les effets d'une rupture brusque des organisations du champ de bataille défensif » ; enfin, « en cas de repli de l'ennemi, elle éclairera et couvrira la progression de l'armée ». Au niveau tactique, la cavalerie doit être utilisée désormais comme une infanterie montée, combattant essentiellement à pied et devant utiliser sa mobilité pour se porter sur les flancs ou les arrières de l'adversaire (en combinant feu et mouvement). Au niveau des divisions de cavalerie, il est envisagé de leur affecter des sections ou compagnie de chars d'assaut légers. Le texte est rédigé dans le contexte de la préparation par le général Nivelle de l'offensive d'avril 1917 : le commandement espère lancer sa cavalerie dans une brèche du front, pour enfin déboucher en terrain libre.

### Reprise de la guerre de mouvement (1918)
Pendant chacune des offensives allemandes du printemps 1918, les unités de cavalerie sont utilisées comme infanterie montée pour colmater les brèches du front plus rapidement, jusqu'à l'arrivée de l'infanterie. C'est le cas une première fois le 23 mars 1918 pour les 1re, 4e et 5e divisions de cavalerie sur le front Noyon - Montdidier - Moreuil, le front étant percé par l'attaque allemande sur une largeur de 30 km. Puis de nouveau en avril 1918 pour le 2e corps de cavalerie du général Robillot en Flandres, après la prise par les Allemands du mont Kemmel ; enfin une troisième fois en mai-juin 1918 sur l'Ourcq (corps Robillot) et sur la Vesle (1er corps du général Féraud) après la percée allemande sur le Chemin des Dames.
Les offensives alliés qui démarrent à l'été 1918 sont des successions de coups de boutoir sur les premières lignes allemandes, s'arrêtant à chaque fois à la limite d'action de l'artillerie, sans recherche d'une percée. Il n'y a donc pas de poursuite, la progression est assez lente et la cavalerie est uniquement engagée dans des combats à pied :

« Ah ! certes, il ne s'agit plus d'une poursuite comme celles d'autrefois, une de ces chasses à vive allure qui étaient par essence l'œuvre d'une cavalerie accompagnée de batteries à cheval : dragons et hussards disloquant des colonnes de fuyards, coupant des routes, sabrant des attelages. Il ne s'agit plus de prouesses comme celles de Lasalle et des émules après Iéna, l'anéantissement des armées prussiennes jusqu'au dernier vestige, des forteresses se rendant à une poignée de cavaliers.
Les armes à longue portée et à tir rapide sont là, aujourd'hui, pour l'interdire. Fusils à répétition, canons légers, mitrailleuses, créent à grande distance, autour des colonnes détalantes, une zone de protection trop dense pour que des gros de cavalerie puissent la franchir. Ajoutez que la continuité indéfinie des fronts, qui se maintient dans la retraite, défie ces mouvements tournants de large envergure, qui faisaient le triomphe des épiques sabreurs du siècle passé.
La poursuite, à présent, se fait pas à pas. C'est une infanterie qui suit de près une autre infanterie. Celle qui se retire se couvre par des réseaux de mitrailleuses et de canons légers, accrochés aux moindres accidents du sol. L'autre n'avance qu'avec précaution, absorbée qu'elle est à nettoyer le terrain semé de pièges. »

— général Fonville, 24 octobre 1918.
Au 1er novembre 1918, les alliés disposent sur le front français de six divisions de cavalerie françaises, épaulées par trois britanniques et une belge (ce qui est peu comparé au 209 divisions d'infanterie alliées sur ce front). Les effectifs de la cavalerie y sont de 66 881 Français, 18 894 Britanniques, 6 971 Belges et 6 028 Américains ; s'y rajoutent 633 cavaliers français sur le front italien. Au moment de l'armistice avec l'Allemagne, le 1er corps de cavalerie (1re DCP, 1re, 3e et 5e DC) est en réserve autour de Vaucouleurs, affecté au groupe d'armées de l'Est qui prépare l'offensive de Lorraine, tandis que le 2e corps (2e DCP, 2e, 4e et 6e DC) fait partie du groupe d'armées des Flandres, engagé dans la bataille de la Lys et de l'Escaut. Chacun des deux corps est renforcé par une puis deux escadrilles, une compagnie d'aérostiers, quatre groupes d'artillerie (trois de 75 mm et un de 105 mm), trois compagnies du génie, ainsi qu'un puis deux groupes d'automitrailleuses et d'auto-canons (les auto-canons sont des automitrailleuses armées d'un canon de 37 mm ; chaque groupe est composé de six automitrailleuses ou de trois auto-canons).

## Autres fronts
Quelques unités françaises de cavalerie, toutes issues des troupes coloniales (recrutées essentiellement en Afrique du Nord et montées sur des barbes), sont présentes sur les fronts périphériques (« périphériques » du point de vue français). Dans plusieurs cas, les vastes zones d'opérations et la plus faible densité des forces engagées permettent à la cavalerie d'être beaucoup plus utile que sur le front occidental.

### Afrique subsaharienne
En Afrique-Occidentale française (AOF), le général installé à Dakar dispose en 1914 d'une très faible cavalerie : le seul escadron de spahis sénégalais (de 119 hommes, dont les 16 cadres sont Européens), caserné à Saint-Louis, est affecté au Maroc depuis 1912. Ne sont disponibles que les deux compagnies montées (chacune d'une centaine de cavaliers avec 130 chevaux) et les 15 sections méharistes des régiments de tirailleurs sénégalais (chaque section de 60 soldats et 200 dromadaires). S'y rajoutent les brigades de la garde indigène, une force de police armée comprenant quelques pelotons montés, à cheval par exemple pour la brigade de Tombouctou, à chameau pour la brigade de Mauritanie (où est créée la compagnie de garde méhariste, forte de 80 à 100 Maures). En Afrique-Équatoriale française (AEF), seul le régiment indigène du Tchad comporte, en plus de ses dix compagnies de fantassins, un escadron, deux compagnies méharistes (200 h) et quatre sections méharistes (30 hommes chacune).
La conquête des colonies allemandes du Togoland et du Kamerun s'est faite sans soutien de cavalerie, le climat, l'état des routes et l'alimentation incomplète la rendant inutile en forêt tropicale : « les animaux n'ont rendu aucun service à la colonne pas plus les chevaux porteurs que les mulets pour la batterie d'artillerie. Tous les transports ont été effectués par les porteurs » (rapport de la colonne expéditionnaire du Cameroun le 1er janvier 1915). Les chevaux et mulets sont renvoyés à Dakar par navire le 9 janvier 1915. Si les brigades de garde indigène du Dahomey et de Ouagadougou sont suffisantes pour l'invasion du Togo en août 1914, les opérations au Cameroun ne se terminent qu'en 1916. Les quelques troupes à cheval françaises en Afrique subsaharienne ne sont utilisées que pour des missions de police, avec le cas un peu à part de la compagnie montée du 4e régiment de tirailleurs sénégalais chargée du cordon sanitaire autour de Dakar, frappée par une épidémie de peste de mai jusqu'à l'automne 1914.

### Territoires sahariens
Dans les zones sahariennes et sahéliennes, les quelques unités françaises ont à faire face aux conséquences du départ en guerre des Sénoussis : de la Libye, des groupes de guerriers rayonnent vers le Sud tunisien, le Sud algérien, l'Aïr (Nord du Mali) et le Ouadaï (Nord du Tchad).
En Tunisie, le fort de Dehiba et des postes annexes sont attaqués par des Tripolitains en septembre-octobre 1915, en juin 1916, en octobre-novembre 1917 et en août 1918, d'où le stationnement pendant toute la période dans le Sud tunisien d'un total 15 bataillons et de huit escadrons (chasseurs d'Afrique et spahis). Dans le Sud de l'Algérie, le poste de Djanet est attaqué en mars 1916 par des groupes venant de Ghadamès (au Fezzan), forçant les Français à l'évacuer ainsi que Fort Polignac (abandonné le 17 décembre 1916), entrainant des révoltes dans tous le Hoggar et le Tassili des Azdjers : les unités de goumiers et de méharistes (recrutés notamment parmi les Châamba) ne reprennent le contrôle que vers la fin de la guerre, Fort Polignac et Djanet sont réoccupés que fin octobre 1918.
Dans l'Aïr, le chef senoussi Khoassen, venu de Ghat, fait le siège d'Agadès à partir du 7 décembre 1916, massacrant une section de méharistes (54 hommes) le 28 décembre à 20 km plus à l'est. La réaction française est de créer le « commandement supérieur des territoires sahariens » (s'étendant sur l'Algérie et l'AOF) le 12 janvier 1917, confié au général Laperrine, puis d'organiser des colonnes. Si le siège d'Agadès est levé le 3 mars 1917, la guérilla, elle, se poursuit dans les montagnes jusqu'aux 14-19 février 1918, quand Khoassen est battu à Tamaclak (120 km au nord d'Agadès). Quant au Tchad, il s'agit de groupes venant de Koufra ; de mai à juillet 1916 des colonnes rétablissent l'ordre dans le Ouadaï et le Dar Sila insurgés (les Britanniques font de même dans le Dar Four), les postes du Tibesti sont évacués en août 1916.

### Maroc
L'autre théâtre d'opérations africain pour la cavalerie française pendant la Première Guerre mondiale est le Maroc. Depuis l'établissement du protectorat en 1912 (par le traité de Fès), de nombreuses unités françaises y sont déployées, mais elles n'occupent que les plaines marocaines (Chaouia, Gharb et Saïs) : l'extrémité nord est contrôlée par les Espagnols, tandis que les différentes populations des montagnes de l'Atlas sont dans une complète autonomie. Au 1er août 1914, le corps d'occupation français compte 88 200 hommes environ, soit un total de 64 bataillons et 34 escadrons, dont neuf escadrons de chasseurs d'Afrique, 13 de spahis algériens, un de spahis sénégalais, 11 de spahis marocains (« chasseurs indigènes ») et 14 goums mixtes (de la taille d'une compagnie, partiellement montés). Cette puissante force est chargée de ce que les Français appellent la « pacification ».
Dès le 27 juillet 1914, le commissaire résident général au Maroc, le général Lyautey, reçoit l'ordre du ministre de la Guerre Messimy d'envoyer une partie de ses troupes, surtout les meilleures unités d'infanterie (zouaves, Légion étrangère, infanterie coloniale, etc.), tandis que les auxiliaires marocains et les tirailleurs sénégalais sont laissés sur place. Le 6 août est constituée à Rabat la « division de marche d'infanterie du Maroc », qui comprend deux escadrons du 9e régiment de chasseurs d'Afrique. Après les défaites françaises de la bataille des Frontières, d'autres unités partent à leur tour, fin août et début septembre : le régiment de marche de chasseurs d'Afrique pour la nouvelle 45e DI, le régiment de marche de spahis marocains (RMSM) pour compléter le corps Conneau, etc. C'est un total de 20 escadrons et de 52 bataillons qui partent de 1914 à 1918 ; les effectifs totaux du corps d'occupation tombent à 75 000 hommes au 15 septembre 1914.
Ces départs sont partiellement remplacés pour l'infanterie par 19 bataillons territoriaux (ceux de la 90e DIT) et un bataillon d'Alsaciens-Lorrains. Les territoriaux sont tous affectés à la garde des ports et villes, tandis que les troupes d'active sont envoyés dans les postes avancés et forment des colonnes mobiles. Les effectifs sont donc maintenus, mais pas la qualité des troupes. Il devient difficile de conserver les territoires qui viennent d'être occupés juste avant la guerre. Le 13 novembre 1914, une colonne d'infanterie est anéantie par les Zayanes près de Khénifra (qui avait été prise en juin 1914), au pied du Moyen Atlas. L'extension française s'arrête pour la durée du conflit européen, les combats au Maroc se poursuivant à une plus petite échelle.
Les effectifs remontent à 80 000 hommes le 1er octobre 1914, soit 50 bataillons et 28 escadrons : six de chasseurs d'Afrique, 15 de spahis algériens, un de spahis sénégalais, six de spahis marocains et 14 goums mixtes. Vers la toute fin de la guerre en Europe, le 1er juillet 1919, le total atteint 97 700 hommes, soit 62 bataillons (retour de quelques bataillons de zouaves et d'infanterie coloniale) et 32 escadrons : quatre de chasseurs, 22 de spahis algériens, un sénégalais et cinq marocains, auxquels se rajoutent les 25 goums et quelques automitrailleuses. L'effort a surtout porté sur le recrutement local, pour former des unités de spahis marocains et de goumiers.

### Armée d'Orient

#### Dardanelles
L'Empire ottoman étant entré en guerre en octobre 1914 au côté de l'Allemagne, les Alliés décident pendant l'hiver 1914-1915 de constituer le « corps expéditionnaire de la Méditerranée » pour aller prendre Constantinople. Les troupes sont fournies principalement par les Britanniques (ANZAC, Marines, indiens, etc.), les Français envoyant une division d'infanterie composée avec des éléments tirés des dépôts (17 000 hommes au total). Un régiment entier de cavalerie est affecté à la division française (la future 17e DIC) : c'est un nouveau régiment de marche de chasseurs d'Afrique (qui prend le no 8 le 28 juillet 1915) avec quatre escadrons, 31 officiers, 715 hommes, 680 chevaux, 181 mulets et 26 voitures en février 1915, auxquels se rajoute l'escorte du général d'Amade (un officier, 16 hommes et 18 chevaux). L'embarquement se fait en mars 1915 à Bizerte et Philippeville, ils relâchent à Malte et arrivent à Moudros (sur l'île de Lemnos).
Après l'échec naval du 18 mars dans le détroit des Dardanelles, les navires portant les troupes françaises, restés en rade de Moudros du 18 au 27 mars, partent à partir du 25 mars pour Alexandrie ; la cavalerie y reste (au camp de Zahiria, puis de Victoria-College, à l'est de la ville) par manque de moyens de débarquement (l'infanterie a utilisé des radeaux). Les troupes françaises débarquent à Koum-Kalé (diversion les 25-26 avril) puis au cap Helles sans leur cavalerie (mais avec la section de mitrailleuses, à pied, attachée au 6e mixte colonial jusqu'au 15 avril).

#### Salonique
Une intervention franco-britannique dans les Balkans est décidée en 1915, pour soutenir la Serbie et favoriser l'entrée en guerre du côté des Alliés de la Grèce et de la Roumanie. Les premiers soldats français débarquent à Salonique le 5 octobre 1915 (avec autorisation du gouvernement grec). Lors de la conférence de Calais le même jour, Joffre accepte d'envoyer en Serbie un total de trois divisions d'infanterie françaises et deux de cavalerie sous le commandement du général Sarrail avec le nom d'« armée d'Orient ». Si les trois DI arrivent effectivement d'octobre à novembre (une est prise sur la péninsule de Gallipoli, cette dernière complètement évacuée le 9 janvier 1916), un contre-ordre du 17 octobre 1915 annule l'envoi des divisions de cavalerie : la zone est trop montagneuse pour que les grandes unités de cavalerie soient utiles. Arrivent tout de même le régiment de marche de chasseurs d'Afrique qui attendait encore en Égypte, ainsi qu'un escadron divisionnaire (la 122e est la seule des trois DI à en avoir un).

« [...] le terrain compris entre Uskub, Guevgueli, frontière grecque et frontière bulgare ne permet pas l'emploi de la cavalerie, et que l'artillerie montée ne pourra pas circuler sur la plupart des voies de communication qui sont de simples pistes, où les fantassins marchent sur un rang. Prière, dans ces conditions, de remplacer la division de cavalerie annoncée par division d'infanterie, comprenant troupes alpines [...]. »

— Télégramme du général Sarrail, commandant de l'armée d'Orient, le 16 octobre 1915 à Salonique.
Mais après l'entrée en guerre de la Bulgarie et la défaite serbe de l'automne-hiver 1915, l'armée d'Orient, qui s'est avancée dans les montagnes de Macédoine, doit battre en retraite plein sud pour se réfugier en territoire grec (la Grèce maintenant sa neutralité). Début décembre 1915, arrivent le 4e régiment de chasseurs d'Afrique et un groupe d'artillerie à cheval, qui forment désormais, avec le 8e régiment de chasseurs d'Afrique, une brigade de cavalerie. Celle-ci est envoyée à partir du 11 décembre à Doïran (à la frontière entre la Macédoine et la Grèce) pour servir d'arrière-garde à l'armée en retraite, puis à Koukouch pour servir de couverture au camp retranché de Salonique. Sarrail réclame alors deux nouvelles DI, un régiment de cavalerie et de l'artillerie, mais Joffre ne lui accorda que la cavalerie et l'artillerie : le 1er régiment de chasseurs d'Afrique débarque à Salonique du 2 au 5 février 1916, pour être envoyé sur la rive ouest du Vardar le long de la voie menant à Monastir.
En mars 1916, les escarmouches commencent le long de la frontière ; en avril-mai, l'armée d'Orient se porte au contact, le 8e chasseurs dispersé en appui des grandes unités d'infanterie, le 4e à l'aile droite dans la vallée de la Boutkova et le 1er à gauche dans la région de la Moglénitsa.
Le 20 août, le général Sarrail retire du détachement de la Strouma, commandé par le colonel Descoins, qui se trouve au front, le 1er chasseurs, ainsi que deux batteries à cheval le 27 août et le 4e chasseurs le 6 septembre : le tout est regroupé au camp de Zeitenlik (à 3 km au nord de Salonique). À partir de septembre 1916, la tentative d'offensive de l'armée d'Orient est bloquée par les troupes bulgares en pleine montagne : le front de Macédoine se fige sous forme d'une guerre de tranchées en montagne.

#### Albanie et Thessalie
Le 2 octobre 1916, le 1er chasseurs est envoyé à Koritza pour retirer aux Grecs l'Épire du Nord et former la République de Koritza. En décembre 1916, les tensions avec le gouvernement royal grec nécessite de se couvrir contre une attaque sur les arrières : le 1er chasseurs, prélevé le 8 décembre sur l'aile gauche, est placé à Kojani à partir du 12 décembre, en couverture face à la Thessalie avec une section d'automitrailleuses pour surveiller vers Kalabaka et Trikala. Les tensions augmentent au début de 1917, avec le schisme grec et la fondation d'un gouvernement rebelle grec pro-alliés. En mars 1917 arrive en renfort le régiment de marche de spahis marocains (RMSM) ; les quatre régiments sont regroupés le 25 mai 1917 pour former un groupement de cavalerie sous les ordres du colonel Bardi de Fourtou, le tout intégré à une division provisoire (division Venel) à partir du 3 juin 1917 affectée au contrôle de la Thessalie. Le 12 juin, cinq pelotons français chargent la garnison royaliste grecque de Larissa. Cette mission se termine en août, après la moisson.
La cavalerie est envoyée de nouveau en Albanie autour de Koritza. Le RMSM est alors détaché au sein d'une nouvelle division provisoire (division Jacquemot), traverse le Dévoli (en) et prend Pogradéts, se déplaçant à cheval et combattant à pied à l'avant-garde du 8 au 12 septembre 1917, capturant une centaine de prisonniers et deux canons. Après des missions de police à l'arrière pour saisir les armes dans les villages albanais, le RMSM est de nouveau affecté à la division provisoire : le 19 octobre 1917, il déborde les lignes adverses (bulgares et autrichiennes) à l'ouest du lac Ochrida en franchissant les gorges du Shkumbin, escaladant les ravins de la rive gauche et se battant à pied jusqu'au 22. Les spahis sont retirés du front le 11 novembre 1917, et de nouveau placés en réserve.
En février 1918, est constituée la brigade de cavalerie de l'armée d'Orient, commandée par le général Jouinot-Gambetta : elle compte le régiment de marche de spahis marocains (alors à Verria et Sorovitch), le 1er chasseurs d'Afrique (vers Ostrovo (en), puis en avril au camp de Samorino au nord de Niaousta) et le 4e chasseurs d'Afrique (au sud de Bohémitsa et le long de la ligne vers Larissa). Pendant la fin de la trêve hivernale (la neige empêche les combats en montagne), des escadrons surveillent les troupes russes lors de leur retrait, « pour ne pas qu'ils communiquent leur démotivation aux autres ». Au 1er juin 1918, l'armée d'Orient dispose de 3 791 cavaliers, ce qui est faible parmi les 232 299 Français de cette armée (s'y rajoutent les Britanniques, les Albanais, les Grecs et les Italiens, pour un total de 654 000 hommes). À partir du 6 juillet 1918, le RMSM est de nouveau engagé en Albanie, dans le massif montagneux du Bofnia (ou Bofnjë).

#### Offensive franco-serbe
En août 1918, en préparation de l'offensive, les spahis marocains sont retirés du front et envoyés à Kotori (au sud de Flórina), le 4e chasseurs d'Afrique est regroupé à Sakoulévo, tandis que le 1er chasseurs est utilisé pour transporter à dos de cheval dans des sacs en toile des obus de 155 mm entre le dépôt de Dragomantsi (el) et les batteries serbes (là où les Decauville ou les téléphériques n'étaient pas installés), du 14 août jusqu'au 10 septembre. Le 15 septembre, jour du déclenchement de l'offensive, les trois régiments de la brigade de cavalerie sont rassemblés dans la plaine de Monastir.
Le 20 septembre, les troupes bulgares commencent à battre en retraite dans la plaine de Monastir. Le 23, la brigade de cavalerie est engagée dans l'exploitation, à la suite de l'infanterie, et atteint Prilép, évacué par l'adversaire. Le 24, au contraire des ordres reçus (qui sont de poursuivre plein nord), la brigade passe le défilé de la Babouna et prend Stépantsi le 25. Le passage du Vardar à Vélès étant bloqué (Serbes et Bulgares s'y affrontant), la brigade s'engage dans le massif montagneux de la Goléchnitsa planina, le traversant en quatre jours sur des sentiers de chèvres par Drenovo, Paligrad et Dratchevo, pour arriver au-dessus d'Üsküb (le nom turc de Skopje) le 29 septembre 1918. Si les stocks de munitions sautent, les spahis marocains font 330 prisonniers, dont 150 Allemands, prennent cinq obusiers de 105 mm et deux de 210 mm, 100 chariots de vivres, un train de blé, des troupeaux, etc. Surtout, la brigade de cavalerie coupe la retraite à toute la 11e armée allemande (composée surtout de troupes bulgares). Dès le 26 septembre, la Bulgarie demande un armistice : il entre en application le 29. La brigade de cavalerie participe à la libération du territoire serbe et atteint le Danube le 24 octobre.

### Palestine et Syrie
En mars 1917, quelques unités françaises sont envoyées en Égypte pour participer à la campagne de Palestine au côté des forces britanniques. Il s'agit d'une demande du ministère des Affaires étrangères, qui veut faire participer ces unités à la conquête de la Syrie, ce territoire ottoman devant devenir une zone d'influence française selon les accords Sykes-Picot de 1916. Trois bataillons d'infanterie forment le « détachement français de Palestine » (DFP), commandé par le lieutenant-colonel (puis colonel) Philpin de Piépape (précédemment commandant du 10e chasseurs). La maigre cavalerie consiste en un peloton du 1er spahis de Biskra, retenu à Bizerte par quelques cas d'oreillons en avril 1917, embarqué le 1er juin et débarqué à Port-Saïd le 10 juin et qui rejoint le DFP à Khan Younous (Khan Younès, près de Gaza) le 15 juin. Le rôle du détachement se limite à la protection des axes de communication dans le Sinaï ; le détachement s'avance en novembre pour s'installer à Deïr Sineïd (en), puis à Ramlé en décembre 1917 pour protéger la ligne ferroviaire de Jaffa à Jérusalem.
Les diplomates poussant à la participation aux combats, le détachement est renforcé avec des volontaires arméniens et syriens (la « légion d'Orient ») et surtout avec de la cavalerie (les seules unités françaises alors disponibles). Le 19 mars 1918, arrivent à Port-Saïd les 5e et 6e escadrons du 4e chasseurs d'Afrique ainsi que trois pelotons du 1er spahis (pour reformer le 3e escadron avec le quatrième peloton déjà sur place). Un dernier renfort est composé du 5e escadron du 4e spahis tunisiens de Sfax, mais son bateau-écurie britannique, le SS Hyperia, est coulé par un sous-marin allemand (l’UB-51) le 28 juillet 1918 à 84 milles nautiques au nord-ouest de Port-Saïd : tous les chevaux et 19 cavaliers se noient. Est ainsi constitué un régiment de marche de cavalerie (« Régiment mixte de marche de cavalerie du Détachement français de Palestine Syrie » le 17 juillet) sous les ordres du chef d'escadrons Lebon, à trois escadrons à cheval, plus un escadron à pied (celui aux chevaux coulés) et un peloton de mitrailleuses. Le tout (infanterie, cavalerie, artillerie, génie, etc.) prend le nom de « détachement français de Palestine-Syrie » (DFPS) à partir du 27 mars 1918. Après un regroupement à Mejdel en juillet, l'infanterie française monte en ligne au sein du 21e corps d'armée britannique, face aux tranchées turques protégeant Rafat (en), les 29-31 août 1918 (y compris l'escadron à pied à partir du 14 septembre). Du 19 au 24 août, le régiment de cavalerie rejoint la 5e brigade légère montée australienne (en) (dans l’Australian Mounted Division) à Surafend (en). L'effectif du régiment est au 1er septembre de 25 officiers, dont 23 Européens, et de 692 hommes, dont 517 Européens.

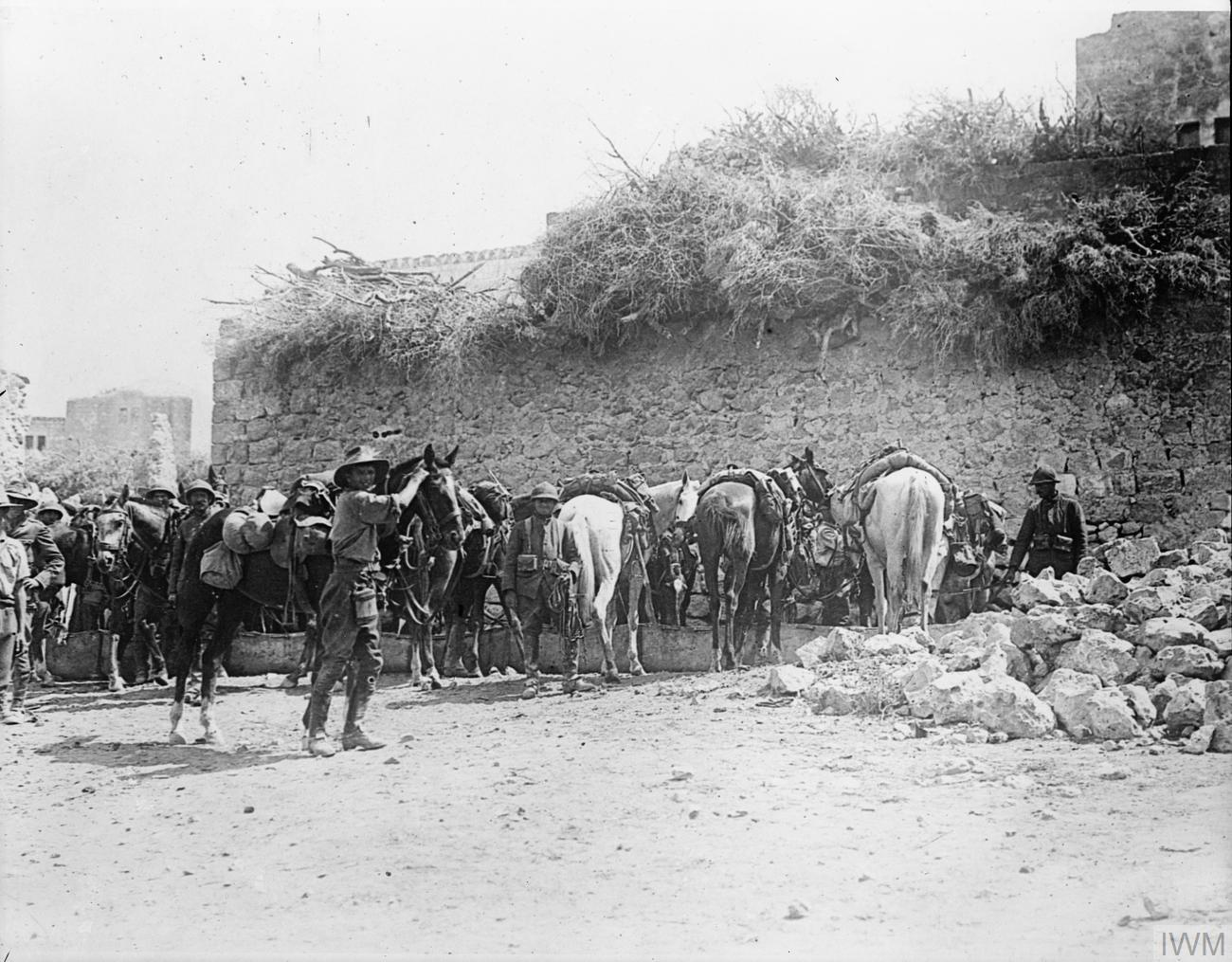
Cavaliers du 4e chasseurs d'Afrique et du 5th Australian Light Horse à Anabta, pris dès le 19 septembre 1918.

Le 19 septembre 1918 au matin est lancée l'offensive sur le front du 21e corps britannique, dans la plaine de Sharon ; la cavalerie est rapidement engagée dans la percée, fonçant plein nord. Le régiment de cavalerie français encercle « Toul Kérem » (Tulkarem), prenant 1 800 prisonniers, 17 canons (dont une batterie autrichienne) et 18 mitrailleuses,. Dans la nuit du 19 au 20, la brigade australienne réalise un raid, coupant la voie ferrée entre Naplouse et Jénine, près d'Adji. Le 21 septembre, le régiment français entre à Naplouse après avoir chargé à travers les jardins et les rues, capturant 900 prisonniers, trois canons et neuf mitrailleuses ; les pertes pour Toul Kérem et Naplouse ne sont que de sept blessés, tandis que les chevaux tués sont remplacés par les prises turques. Le 22 septembre, le régiment est à Jénine, le 25 à Nazareth, le 26 à Tibériade, le 27 il combat à pied (utilisant ses FM) pour franchir le Jourdain, participant à l'encerclement des forces ottomanes en Galilée. Le 29 a lieu un combat de nuit à l'ouest de Sasa, puis le 30 il barre les routes et le chemin de fer à l'ouest et au nord de Damas, mitraillant les colonnes turques en retraite. Le 1er octobre, le Desert Mounted Corps (regroupant les divisions de cavalerie britanniques et australienne) et l'armée arabe entrent à Damas, tandis que les Français sont à Douma. Le 2, un escadron mixte participe à l'entrée solennelle des troupes alliées dans Damas. Enfin, du 2 au 4 est mené le nettoyage des fuyards autour de la ville. Dans les jours qui suivent, huit cavaliers meurent à l'hôpital de Damas.
Le 15 octobre, l'Empire ottoman demande un armistice ; il est signé le 31 à Moudros. Philpin de Piépape est nommé gouverneur militaire de Beyrouth à partir du 8 octobre. L'escadron à pied est embarqué à Caïffa (Haïfa) le 9 pour débarquer le 11 à Beyrouth et y assurer le service de police. Le régiment mixte de cavalerie quitte Damas le 20, pour rejoindre le reste du détachement à Beyrouth le 24. Fin octobre, des pelotons de cavalerie sont envoyés à Merdj Adjoun, Hasbaya, Rachaya et Baalbek. Le 12 novembre, un peloton de cavalerie et un bataillon de tirailleurs débarquent à Alexandrette. Le 16, un peloton de spahis stationne à Tripoli. Au 5 janvier 1919, deux escadrons, dont celui à pied, sont à Beyrouth ; deux pelotons de spahis sont à Lattaquié (comme escorte du gouverneur), un autre à Alexandrette et un à Tripoli ; un escadron est dans la région de Saïda, Es Sour et Djedeidé. À partir de février 1919, un peloton est envoyé en garnison à Jérusalem. Devenu le « régiment mixte de marche de cavalerie du Levant », puis le « 1er régiment de cavalerie du Levant » le 22 octobre 1920, des détachements participent à partir de juillet 1919 aux combats de Cilicie au sein de l'armée du Levant.

## Après les armistices
Les quatre armistices (un pour chaque vaincu : avec la Bulgarie le 29 septembre 1918, avec l'Empire ottoman le 30 octobre, avec l'Autriche-Hongrie le 3 novembre et avec l'Allemagne le 11 novembre) ne sont que des cessez-le-feu temporaires. L'état de guerre se poursuit jusqu'à la promulgation des différents traités de paix (Versailles signé le 28 juin 1919, Saint-Germain le 10 septembre, Neuilly le 27 novembre, Trianon le 4 juin 1920 et Sèvres le 10 août 1920) : c'est le régiment de cavalerie de la Garde républicaine qui rend les honneurs aux délégations et assure le service d'ordre lors de la conférence de Paris. La cavalerie est engagée dans les dernières opérations, car elle bénéficie d'une certaine mobilité et compte beaucoup de militaires de carrière (alors que le reste de l'armée commence sa démobilisation).

### Marche au Rhin

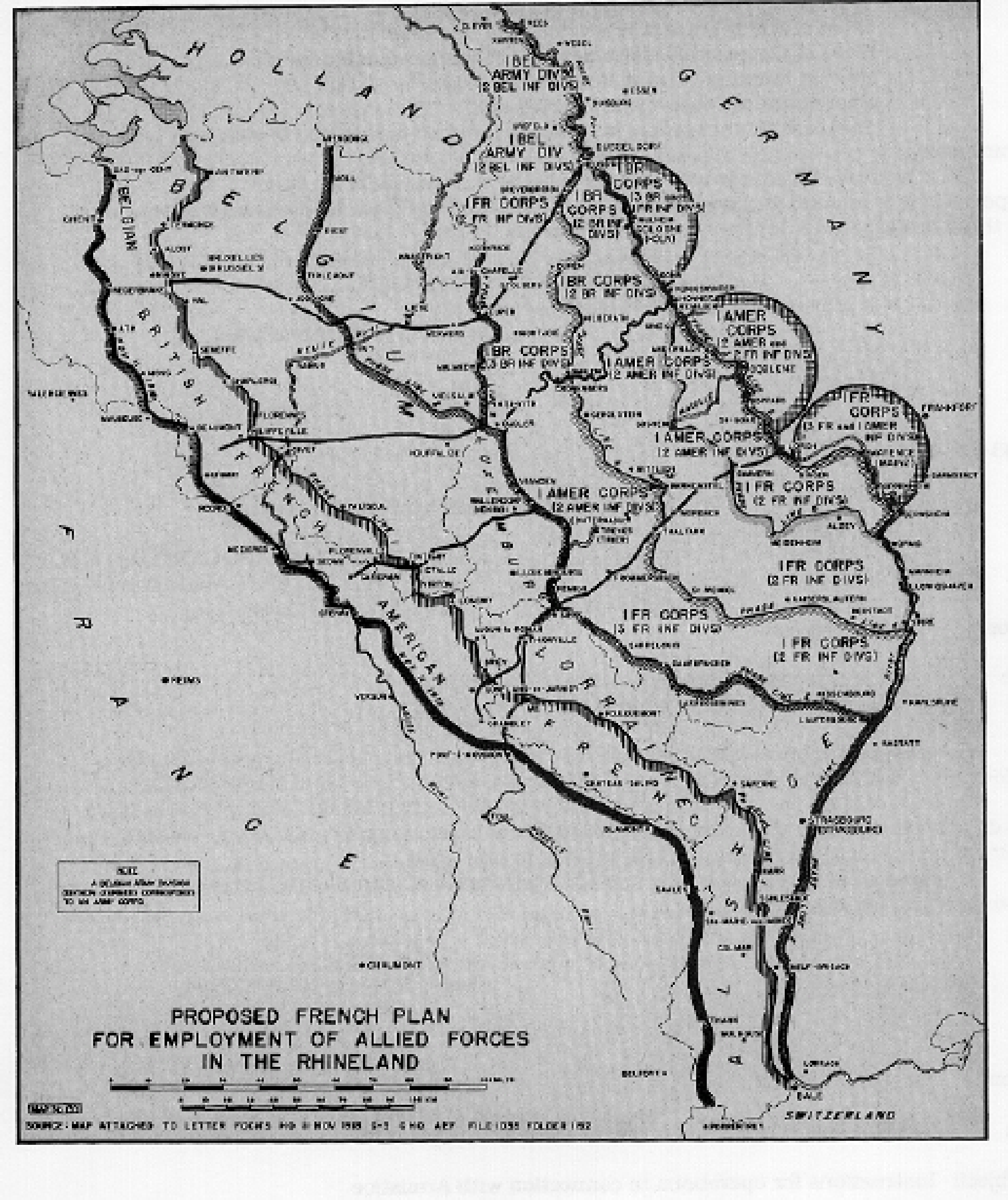
Carte montrant les six lignes successives de la marche au Rhin des forces alliées, la première parallèle à la ligne de front, la deuxième sur l'ancienne frontière franco-allemande de 1870 et celle luxembourgeoise, la troisième face à la Belgique, la quatrième dans le Palatinat, la cinquième sur le Rhin, la dernière sur la rive droite.

L'armistice du 11 novembre 1918 prévoit non seulement un cessez-le-feu, mais aussi l'évacuation sous 15 jours par l'armée allemande des pays envahis (Belgique, France et Luxembourg) et de l'Alsace-Lorraine, puis sous 15 autres jours de la Rhénanie jusqu'à 10 km au-delà de la rive droite du Rhin, ainsi que l'occupation par les alliés de ces territoires. Cet armistice n'est valable que pour 36 jours (soit jusqu'au 17 décembre 1918), mais fut prolongé d'un mois le 13 décembre 1918, d'un autre mois le 16 janvier 1919, pour enfin le 16 février ne plus avoir de durée (le temps de négocier le traité de paix).
Les troupes françaises franchissent le front à partir du 17 novembre et suivent le retrait allemand de seulement dix kilomètres, s'arrêtant sur six lignes successives. En Alsace-Lorraine, confiée au groupe d'armées Fayolle (l'ancien GA de réserve), la 5e DC marche au sein de la 10e armée, tandis que la 3e DC est intégrée au 33e corps d'armée ; dans l'Ardenne belge, zone confiée au GA Maistre (ancien GA du Centre), la 2e DC est confiée à la 6e armée, tandis que le 2e corps de cavalerie (réduit à la 4e et 6e DC) reste autonome. Au 30 novembre, toute l'Alsace-Lorraine est réoccupée.

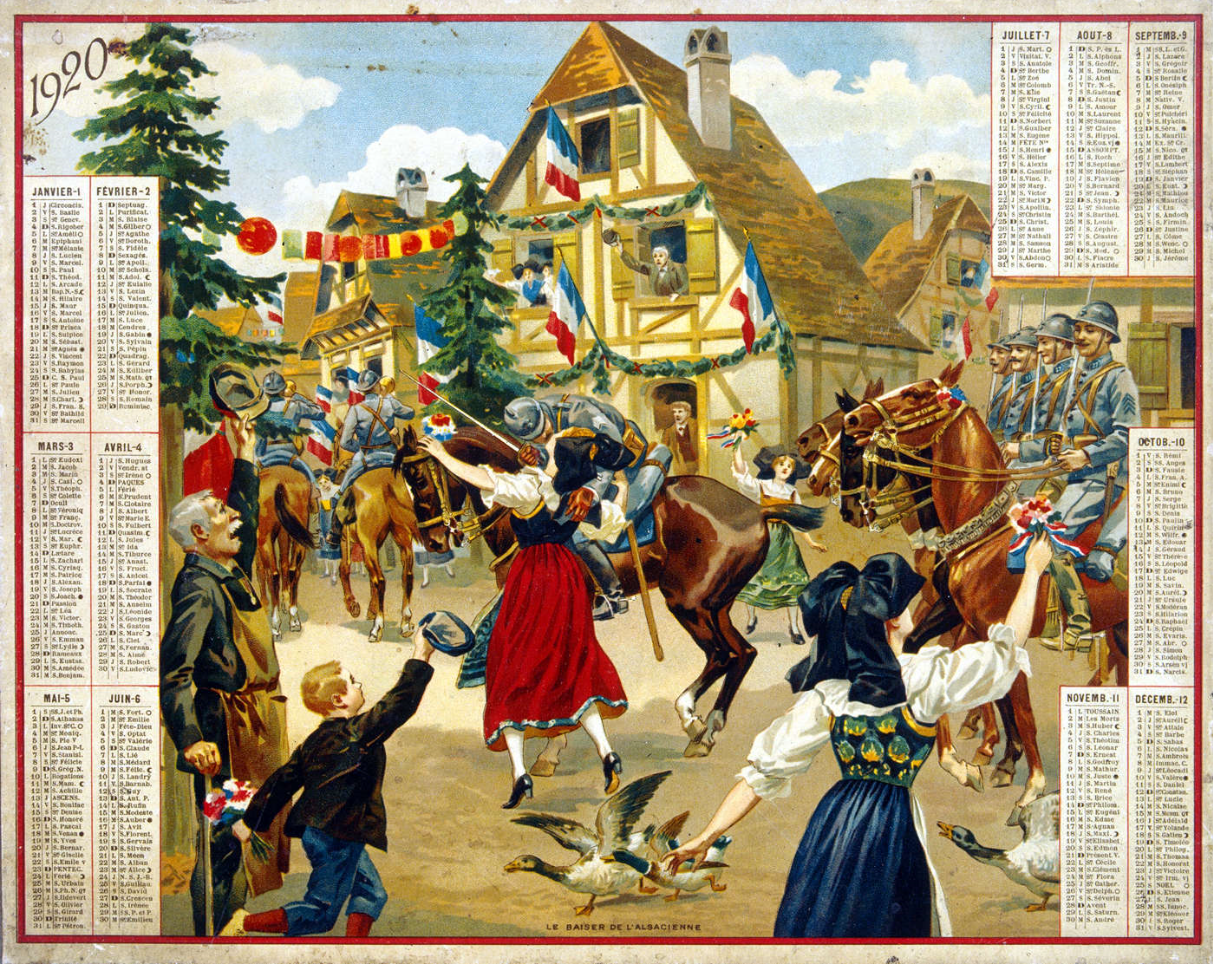
Le baiser de l'Alsacienne : une vision folklorique de l'accueil réservé à la cavalerie française par un village d'Alsace en novembre 1918.

Du 5 au 13 décembre 1918, les troupes alliées s'avancent pour occuper les pays rhénans : sur la rive gauche, la zone française s'étend de la Lauter à Bingen, celle américaine jusqu'à Bonn, celle britannique jusqu'à Düsseldorf, celle belge jusqu'à la frontière néerlandaise ; sur la rive droite, trois têtes de pont de 30 km de rayon sont établies du 13 au 17 décembre autour de Mayence, Coblence et Cologne. Cette occupation (aux frais du gouvernement allemand) est assurée par seize corps d'armée (soit 40 DI), dont six françaises (soit 18 DI) et trois DC (dont deux françaises). La 3e DC campe désormais à l'ouest de Mayence et la 4e au sud-ouest de Coblence (dans la zone américaine), en « réserve de tête de pont ». S'y rajoutent les douze corps d'armée français en Alsace-Lorraine et les autres forces alliés en Belgique, dont le 2e CC (5e et 6e DC). Quant aux 1re et 2e divisions de cavalerie, elles sont envoyées à Paris et Lyon dès l'hiver 1918-1919 pour assurer le maintien de l'ordre.

### Démobilisation et occupation
La démobilisation de l'Armée française se fait par classe d'âge successives, de décembre 1918 (classe 1890) jusqu'à septembre 1919 (classe 1917). La réduction progressive des effectifs entraîne plusieurs réorganisations, avec dissolution de régiments dans toutes les armes. Au 1er août 1921, la cavalerie française en métropole compte 53 régiments (six de cuirassiers, 25 de dragons, sept de hussards et 15 de chasseurs à cheval) : 30 sont regroupés dans cinq divisions de cavalerie, 22 attachés chacun à un corps d'armée et un dernier détaché (le 8e hussards dans la tête de pont de Kehl).
L'occupation de la Rhénanie (essentiellement la rive gauche) est confiée rapidement dans la zone française à l'« Armée du Rhin » nouvellement créée (rappelant celle de la Révolution), composée des 8e et 10e armées françaises. L'occupation de la Ruhr, de 1923 à 1926, est effectuée par des divisions d'infanterie françaises et quelques unités belges, ainsi que par la 4e division de cavalerie (elle a son QG à Düsseldorf).

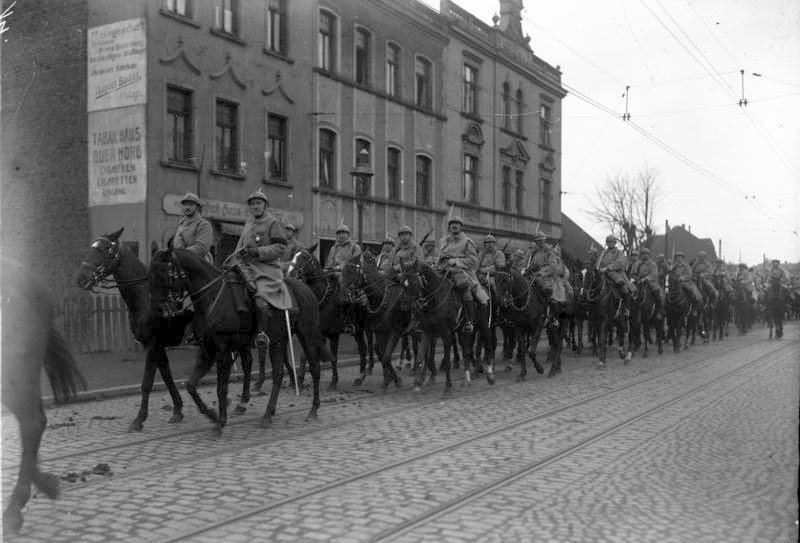
La cavalerie française à Gelsenkirchen en mars 1923.
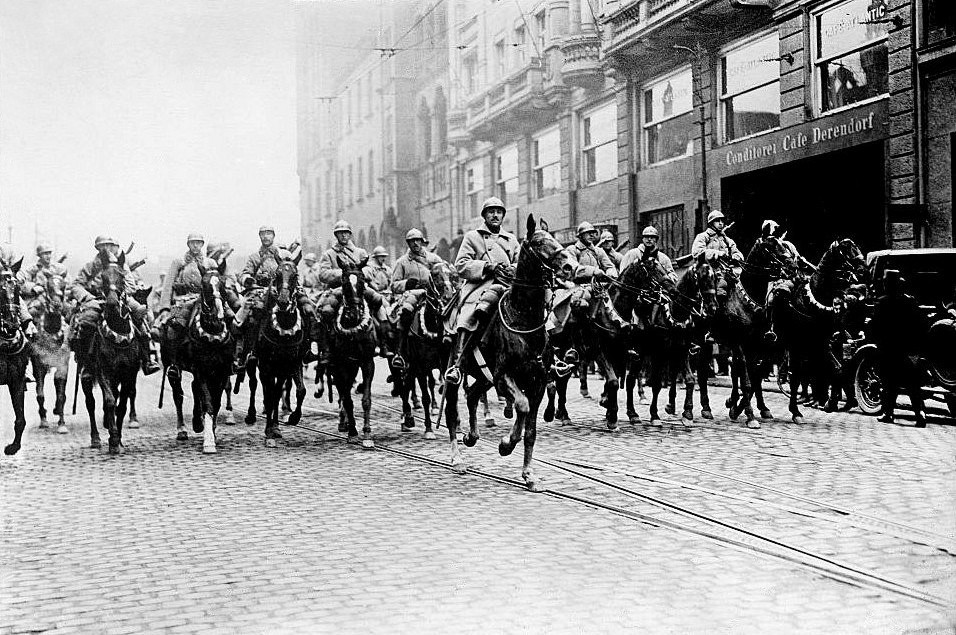
L'entrée dans la ville d'Essen.

### Poursuite de la motorisation
« Force est de constater que la part prise par la cavalerie motorisée/blindée dans les opérations au cours de la Première Guerre mondiale, est relativement secondaire, à cause non seulement de ses moyens très réduits et peu efficaces, mais également à cause de la longue période de blocage de la guerre de mouvements et de l’inévitable nécessité de « découvrir le mouvement en marchant ». Pour autant, avec le recul du temps, on distingue parfaitement les prolongements de cette expérience dans les futurs régiments d’automitrailleuses, divisions de cavalerie mixtes et divisions légères mécaniques des années trente »

— Général Lescel, Naissance de notre armée blindée.
À partir d'octobre 1918, la production d'automitrailleuses sur châssis de camion White TBC est lancée : 230 exemplaires sont mis en service pour remplacer le vieux matériel. Le nombre de groupes mixtes d'automitrailleuses et d'autocanons (GAMAC) est réduit de 17 à 11, ils sont renommés en « escadrons d'automitrailleuses de cavalerie » (EAMC) le 1er novembre 1922 et affectés aux cinq divisions de cavalerie, à raison de deux ou trois escadrons chacune. Le 14 décembre 1927, une séance du Conseil supérieur de la guerre est consacrée à l'organisation de la cavalerie. Le maréchal Foch affirme qu'il « n'y a plus de divisions de cavalerie mais des divisions légères. Il faut transporter rapidement des armes à feu. On les transporte à cheval, à bicyclette, en camions, nous évoluons. » Le général Maurin demande « si la cavalerie est encore aujourd'hui un élément de manœuvre rapide », car « les routes macadamisées constituent maintenant un obstacle sérieux pour la circulation à cheval [...]. Il faut s'orienter franchement vers la motorisation. L'automobile ne craint pas les gaz. » Les troupes montées sont défendues par les généraux Niessel et Weygand ; finalement, le conseil décide de conserver les cavaliers en attendant la motorisation.
Cette motorisation (sur camions et motocyclettes) et mécanisation (sur automitrailleuses et chars) de la cavalerie pendant l'entre-deux-guerres fut freinée par un conflit avec l'infanterie, qui avait le monopole des chars de combat depuis 1920 (auparavant, c'était l'« artillerie d'assaut »). Seules les automitrailleuses sont autorisées pour équiper les unités de cavalerie : sont donc commandées des « automitrailleuses de combat » (AMC), qui sont en fait des chars de cavalerie. Se rajoutent le coût de la mécanisation ainsi que le conservatisme des partisans du cheval (le général Weygand craignait de manquer de carburant), d'où le maintien de nombreux escadrons à cheval, destinés à être mécanisés à moyen terme. Les régiments de cavalerie légère sont désormais destinés en cas de mobilisation à former les groupes de reconnaissance des divisions (GRDI) et des corps d'armée (GRCA). Les cinq divisions de cavalerie sont peu à peu renforcées d'unités mécanisées, selon le principe du mélange « crottin et cambouis ». Les groupes de chasseurs cyclistes (formés par les bataillons de chasseurs à pied) sont remplacés par les bataillons de dragons portés (en camions ou autobus), utilisés comme infanterie d'accompagnement des divisions. Cette motorisation progressive évite la disparition de la cavalerie comme arme, le combat à cheval étant devenu désuet.
En juillet 1935, la 4e division de cavalerie est totalement mécanisée, changeant à ce moment de nom pour devenir la 1re division légère mécanique du général Flavigny, un des promoteurs de la cavalerie blindée. Quelques mois plus tard, en octobre 1935, la 3e division de cavalerie de l'armée de terre allemande est elle aussi mécanisée pour devenir la 1. Panzer-Division (la première division blindée : en France, il faut attendre janvier 1940 pour la création de la 1re division cuirassée).

## Distinctions
Les régiments suivants ont été décorés de la fourragère après le conflit :
Fourragère aux couleurs du ruban de la Médaille militaire (4-5  citations à l'ordre de l'Armée)
- Régiment de Marche de Spahis Marocains (RMSM) (5 citations), régiment de cavalerie le plus décoré de l’armée française (24/12/1918)

Fourragère aux couleurs du ruban de la Croix de Guerre 1914-1918 (2-3  citations à l'ordre de l'Armée)
- 1er et 4e régiment de chasseurs d’Afrique
- 5e, 11e, 15e, 17e et 18e régiments de chasseurs à cheval
- 3e, 4e, 8e, 9e, 12e, 14e, 15e, 16e, 20e, 22e, 29e et 31e régiments de dragons
- 4e, 5e, 6e, 8e, 9e, 11e et 12e régiments de cuirassiers
- 3e régiment de hussards